# Elezioni parlamentari negli Stati Uniti d'America del 2014
Le elezioni del 2014 negli Stati Uniti si svolsero martedì 4 novembre 2014, a metà del secondo mandato del presidente democratico Barack Obama. I repubblicani mantennero il controllo della Camera dei rappresentanti e ottennero il controllo del Senato.
I repubblicani conquistarono nove seggi al Senato, il più grande guadagno al Senato per uno dei due partiti dal 1980. Alla Camera, i repubblicani conquistarono tredici seggi, ottenendo la maggioranza più ampia per il partito dell'elefante dall'inizio della Grande Depressione. Durante l'anno si svolsero varie altre elezioni e referendum statali, territoriali e locali. L'elezione fu comunemente citata come una vittoria schiacciante repubblicana.
Con una spesa totale per la campagna elettorale che raggiunse $ 3,7 miliardi, le elezioni di metà mandato, all'epoca, furono le più costose della storia, e vennero poi superate dalle elezioni di metà mandato del 2018 quattro anni dopo. Le elezioni del 2014 videro anche l'affluenza alle urne più bassa dal 1942, con appena il 36,4% degli aventi diritto al voto.
La maggioranza del Senato repubblicano ottenuta in queste elezioni consentì ai repubblicani di nominare tre giudici della Corte Suprema negli anni successivi.
I temi principali delle elezioni riguardarono la disuguaglianza di reddito e il Patient Protection and Affordable Care Act (comunemente denominato "Obamacare"), che i repubblicani cercavano di abrogare. I democratici promossero la loro proposta per aumentare il salario minimo. Nelle settimane precedenti le elezioni del 2014, i repubblicani criticarono aspramente l'amministrazione Obama per la gestione dell'epidemia del virus ebola del 2013-2016 in Africa occidentale. Tuttavia, subito dopo le elezioni, i repubblicani smisero di parlare di ebola. Studi del 2016 e del 2020 rilevarono in seguito che la retorica repubblicana sull'Ebola potrebbe aver aiutato i candidati repubblicani alle elezioni del 2014.
Sebbene abbia suscitato molto dibattito all'inizio del 2014, il Keystone Pipeline alla fine ricevette poca attenzione nelle elezioni, con gli ambientalisti invece concentrati sulla lotta al riscaldamento globale e sul sostegno dei regolamenti proposti dall'EPA sulle emissioni di gas serra. Un'altra questione potenzialmente importante, la neutralità della rete, ottenne poca attenzione durante la campagna.
I sondaggi di uscita nazionali mostrarono che per il 45% degli elettori l'economia era la questione più importante, in calo rispetto al 2010 e al 2008 (quando rispettivamente il 59% degli elettori e il 63% degli elettori lo avevano indicato come il problema principale), ma era ancora il problema più comune citato dagli elettori come più importante per loro. Un numero minore di elettori indicò l'assistenza sanitaria, la politica estera o l'immigrazione illegale, o il matrimonio tra persone dello stesso sesso, l'Ebola o la legalizzazione della marijuana come i problemi principali.
Con un totale finale di 247 seggi (56,78%) alla Camera e 54 seggi al Senato, i repubblicani alla fine raggiunsero la maggioranza più ampia al Congresso degli Stati Uniti dal 71º Congresso nel 1929.

## Senato
Tutti i 33 seggi della Classe II del Senato erano in attesa di rinnovo. Inoltre, si tennero tre elezioni speciali per coprire i seggi vacanti nella Classe III.
Sui 36 confronti per il Senato, il Partito Repubblicano ne vinse 24 (per un guadagno netto di nove seggi, che rappresentò il più grande guadagno per un partito al Senato dal 1980 e il più grande guadagno al Senato a metà mandato dal 1958) e il Partito Democratico ne vinse 12, portando così i repubblicani a riprendere il controllo del Senato per la prima volta dal 2006, con un totale di 54 seggi. La gara in Louisiana si diresse al ballottaggio il 6 dicembre 2014, in cui la Repubblicana Bill Cassidy (R) sconfisse il senatore in carica per 3 mandati, Mary Landrieu, con il 55,9% contro il 44,1%.

### Livello federale
| Partiti | Partiti      | Voti       | %      | Seggi        | Seggi    | Seggi    | Seggi         | Seggi   |  |
| Partiti | Partiti      | Voti       | %      | Pre elezioni | In palio | Ottenuti | Post elezioni | +/-     |  |
| ------- | ------------ | ---------- | ------ | ------------ | -------- | -------- | ------------- | ------- |  |
|         | Repubblicano | 23 253 636 | 51,5   | 45           | 15       | 24       | 54            | 9       |  |
|         | Democratico  | 19 786 883 | 43,8   | 53           | 21       | 12       | 44            | 9       |  |
|         | Indipendenti | 698 161    | 1,5    | 2            | 0        | 0        | 2             | Stabile |  |
|         |              |            |        |              |          |          |               |         |  |
| Totale  | Totale       | 43 738 680 | 100,00 | 100          | 36       | 36       | 100           | Stabile |  |

### Dettaglio per stato
Di seguito il riepilogo delle elezioni relative ai 34 seggi del Senato:
| Stato                | Senatore uscente    | Senatore uscente                | Democratici                   | Repubblicani                                                            | Altri                                                                                              | Senatore eletto          | Senatore eletto     |
| -------------------- | ------------------- | ------------------------------- | ----------------------------- | ----------------------------------------------------------------------- | -------------------------------------------------------------------------------------------------- | ------------------------ | ------------------- |
| Alabama              |                     | Jeff Sessions (R)               | -                             | Jeff Sessions - 97,3%                                                   | Write-in - 2,7%                                                                                    |                          | Jeff Sessions (R)   |
| Alaska               |                     | Mark Begich (D)                 | Mark Begich - 45,8%           | Dan Sullivan - 48,0%                                                    | Mark Fish (L) - 3,7% Ted Gianoutsos (I) - 3,0%                                                     | Dan Sullivan (R)         |                     |
| Arkansas             | Mark Pryor (D)      | Mark Pryor - 39,4%              | Tom Cotton - 56,5%            | Nathan LaFrance (L) - 2,0% Mark Swaney (V) - 2,0%                       | Tom Cotton (R)                                                                                     |                          |                     |
| Carolina del Nord    | Kay Hagan (D)       | Kay Hagan - 47,3%               | Thom Tillis - 48,8%           | Sean Haugh (L) - 3,7%                                                   | Thom Tillis (R)                                                                                    |                          |                     |
| Carolina del Sud     |                     | Lindsey Graham (R)              | Brad Hutto - 38,8%            | Lindsey Graham - 54,3%                                                  | Thomas Ravenel (I) - 3,8% Victor Kocher (L) - 2,7%                                                 | Lindsey Graham (R)       |                     |
| Colorado             |                     | Mark Udall (D)                  | Mark Udall - 46,3%            | Cory Gardner - 48,2%                                                    | Gaylon Kent (L) - 2,6% Stephen H. Shogan (I) - 1,4% Raúl Acosta (I) - 1,2% Bill Hammons (U) - 0,3% | Cory Gardner (R)         |                     |
| Dakota del Sud       | Tim Johnson (D)     | Rick Weiland - 29,5%            | Mike Rounds - 50,4%           | Larry Pressler (I) - 17,1% Gordon Howie (I) - 3,0%                      | Mike Rounds (R)                                                                                    |                          |                     |
| Delaware             | Chris Coons (D)     | Chris Coons - 55,8%             | Kevin L. Wade - 42,2%         | Andrew Groff (V) - 1,9%                                                 | | Chris Coons (D)          |                     |
| Georgia              |                     | Saxby Chambliss (R)             | David Perdue - 52,9%          | Michelle Nunn - 45,2%                                                   | Amanda Swafford (L) - 1,9%                                                                         |                          | David Perdue (R)    |
| Idaho                | Jim Risch (R)       | Nels Mitchell - 34,7%           | Jim Risch - 65,3%             | -                                                                       | Jim Risch (R)                                                                                      |                          |                     |
| Illinois             |                     | Dick Durbin (D)                 | Dick Durbin - 53,5%           | Jim Oberweis - 42,7%                                                    | Sharon Hansen (L) - 3,8%                                                                           |                          | Dick Durbin (D)     |
| Iowa                 | Tom Harkin (D)      | Bruce Braley - 43,8%            | Joni Ernst - 52,1%            | Rick Stewart (I) - 2,4% Doug Butzier (L) - 0,7% Altri - 0,9%            | | Joni Ernst (R)           |                     |
| Kansas               |                     | Pat Roberts (R)                 | -                             | Pat Roberts - 53,1%                                                     | Greg Orman (I) - 42,5% Randall Batson (L) - 4,3%                                                   | Pat Roberts (R)          |                     |
| Kentucky             | Mitch McConnell (R) | Alison Lundergan Grimes - 40,7% | Mitch McConnell - 56,1%       | David Patterson (L) - 3,1%                                              | Mitch McConnell (R)                                                                                |                          |                     |
| Louisiana            |                     | Mary Landrieu (D)               | Mary Landrieu - 44,1% (Ball.) | Bill Cassidy - 55,9% (Ball.)                                            | | Bill Cassidy (R)         |                     |
| Maine                |                     | Susan Collins (R)               | Shenna Bellows - 31,5%        | Susan Collins - 68,5%                                                   | -                                                                                                  | Susan Collins (R)        |                     |
| Massachusetts        |                     | Ed Markey (D)                   | Ed Markey - 62,0%             | Brian Herr - 38,0%                                                      | -                                                                                                  |                          | Ed Markey (D)       |
| Michigan             | Carl Levin (D)      | Gary Peters - 54,6%             | Terri Lynn Land - 41,3%       | Jim Fulner (L) - 2,0% Richard Matkin - 1,2% Chris Wahmhoff (V) - 0,9%   | Gary Peters (D)                                                                                    |                          |                     |
| Minnesota            | Al Franken (DFL)    | Al Franken - 53,2%              | Mike McFadden - 42,9%         | Steve Carlson (I) - 2,4% Heather Johnson (L) - 1,5%                     | Al Frankens (DFL)                                                                                  |                          |                     |
| Mississippi          |                     | Thad Cochran (R)                | Travis Childers - 37,9%       | Thad Cochran - 59,9%                                                    | Shawn O'Hara - 2,2%                                                                                |                          | Thad Cochran (R)    |
| Montana              |                     | John Walsh (D)                  | Amanda Curtis - 40,1%         | Steve Daines - 57,8%                                                    | Roger Roots (L) - 2,1%                                                                             | Steve Daines (R)         |                     |
| Nebraska             |                     | Mike Johanns (R)                | David Domina - 31,5%          | Ben Sasse - 64,4%                                                       | Jim Jenkins (I) - 2,9% Todd Watson (I) - 1,2%                                                      | Ben Sasse (R)            |                     |
| New Hampshire        |                     | Jeanne Shaheen (D)              | Jeanne Shaheen - 51,5%        | Scott Brown - 48,2%                                                     | -                                                                                                  |                          | Jeanne Shaheen (D)  |
| New Jersey           | Cory Booker (D)     | Cory Booker - 55,8%             | Jeff Bell - 42,3%             | Joe Baratell (L) - 0,9% Altri - 0,9%                                    | Cory Booker (D)                                                                                    |                          |                     |
| Nuovo Messico        | Tom Udall (D)       | Tom Udall - 55,6%               | Allen Weh - 44,4%             | Joseph DeMare (V) - 1,7%                                                | Tom Udall (D)                                                                                      |                          |                     |
| Oklahoma             |                     | Jim Inhofe (R)                  | Matt Silverstein - 28,6%      | Jim Inhofe - 68,0%                                                      | Joan Farr (I) - 1,3% Ray Woods (I) - 1,2% Aaron DeLozier (I) - 0,9%                                |                          | Jim Inhofe (R)      |
| Oregon               |                     | Jeff Merkley (D)                | Jeff Merkley - 55,7%          | Monica Wehby - 36,9%                                                    | Mike Montchalin (L) - 3,1% Christina Jean Lugo (V) - 2,2% James E. Leuenberger (C) - 1,7%          |                          | Jeff Merkley (D)    |
| Rhode Island         | Jack Reed (D)       | Jack Reed - 70,6%               | Mark Zaccaria - 29,2%         | -                                                                       | Jack Reed (D)                                                                                      |                          |                     |
| Tennessee            |                     | Lamar Alexander (R)             | Gordon Ball - 31,9%           | Lamar Alexander - 61,9%                                                 | Joe B. Wilmoth (C) - 2,6% Martin Pleasant (V) - 0,9%                                               |                          | Lamar Alexander (R) |
| Texas                | John Cornyn (R)     | David Alameel - 34,4%           | John Cornyn - 61,6%           | Rebecca Paddock (L) - 2,9% Emily Marie Sanchez (V) - 1,2%               | John Cornyn (R)                                                                                    |                          |                     |
| Virginia             |                     | Mark Warner (D)                 | Mark Warner - 49,1%           | Ed Gillespie - 48,3%                                                    | Robert Sarvis (L) - 2,4%                                                                           |                          | Mark Warner (D)     |
| Virginia Occidentale | Jay Rockefeller (D) | Natalie Tennant - 34,5%         | Shelley Moore Capito - 62,1%  | John S. Buckley (L) - 1,6% Bob Henry Baber - 1,2% Phil Hudok (C) - 0,6% | | Shelley Moore Capito (R) |                     |
| Wyoming              |                     | Mike Enzi (R)                   | Charlie Hardy - 17,4%         | Mike Enzi - 71,2%                                                       | Curt Gottshall (I) - 7,9% Joe Porambo (L) - 2,2%                                                   | Mike Enzi (R)            |                     |

### Elezioni speciali
Di seguito il riepilogo delle elezioni speciali relative ai 3 seggi del Senato di classe 3:
| Stato            | Senatore uscente | Senatore uscente        | Democratici            | Repubblicani             | Altri                         | Senatore eletto | Senatore eletto    |
| ---------------- | ---------------- | ----------------------- | ---------------------- | ------------------------ | ----------------------------- | --------------- | ------------------ |
| Hawaii           |                  | Brian Schatz (D)        | Brian Schatz - 69,8%   | Campbell Cavasso - 27,7% | Michael A. Kokoski (L) - 2,5% |                 | Brian Schatz (D)   |
| Oklahoma         |                  | Tom Coburn (R)          | Connie Johnson - 29,0% | James Lankford - 67,9%   | Mark T. Beard (I) - 3,2%      |                 | James Lankford (R) |
| Carolina del Sud | Tim Scott (R)    | Joyce Dickerson - 37,1% | Tim Scott - 61,1%      | Jill Bossi (A) - 1,7%    | Tim Scott (R)                 |                 |                    |

## Camera dei Rappresentanti
Tutti i 435 seggi elettorali della Camera dei rappresentanti degli Stati Uniti dovevano essere rinnovati. Si svolsero anche le elezioni per selezionare i delegati per il Distretto di Columbia e quattro dei cinque territori degli Stati Uniti. L'unico seggio alla Camera non candidato alle elezioni era il Commissario residente di Porto Rico, che ha un mandato di quattro anni. Il Partito Repubblicano conquistò 247 seggi (per un guadagno netto di 13 seggi) e il Partito Democratico, 188 seggi. I repubblicani ottennero così la maggioranza più ampia alla Camera dal 1928. A livello nazionale, i repubblicani vinsero il voto popolare per la Camera dei rappresentanti con un margine del 5,7%.
L'11 marzo si svolse un'elezione speciale per il 13º distretto congressuale della Florida, vinta dal Partito Repubblicano.

### Livello federale
| Partiti                                          | Partiti                   | Voti       | Voti   | Voti    | Seggi | Seggi | Seggi   | Seggi  |
| Partiti                                          | Partiti                   | Voti       | %      | Var.    | 2012  | 2014  | +/−     | %      |
| ------------------------------------------------ | ------------------------- | ---------- | ------ | ------- | ----- | ----- | ------- | ------ |
|                                                  | Repubblicano              | 40 081 282 | 51,2%  | 3,6%    | 234   | 247   | 13      | 56,8%  |
|                                                  | Democratico               | 35 624 357 | 45,5%  | 3,3%    | 201   | 188   | 13      | 43,2%  |
|                                                  | Libertario                | 954 077    | 1,2%   | 0,1%    | -     | -     | -       | -      |
|                                                  | Indipendenti              | 640 944    | 0,8%   | 0,2%    | -     | -     | -       | -      |
|                                                  | Verdi                     | 246 567    | 0,3%   | Stabile | -     | -     | -       | -      |
|                                                  | Partito dell'Indipendenza | 81 498     | 0,1%   | 0,1%    | -     | -     | -       | -      |
|                                                  | Costituzione              | 58 863     | 0,1%   | Stabile | -     | -     | -       | -      |
|                                                  | Americans Elect           | 44 924     | 0,1%   | 0,1%    | -     | -     | -       | -      |
|                                                  | Altri                     | 502 678    | 0,6%   | 0,4%    | -     | -     | -       | -      |
| Totale                                           | Totale                    | 78 235 240 | 100,0% | -       | 435   | 435   | Stabile | 100,0% |
| Fonte: Election Statistics - Office of the Clerk |                           |            |        |         |       |       |         |        |

### Dettaglio per stato
| Stato                | Seggi totali | Democratici | Democratici | Repubblicani | Repubblicani |
| Stato                | Seggi totali | Seggi       | Var.        | Seggi        | Var.         |
| -------------------- | ------------ | ----------- | ----------- | ------------ | ------------ |
| Alabama              | 7            | 1           | Stabile     | 6            | Stabile      |
| Alaska               | 1            | 0           | Stabile     | 1            | Stabile      |
| Arizona              | 9            | 4           | 1           | 5            | 1            |
| Arkansas             | 4            | 0           | Stabile     | 4            | Stabile      |
| California           | 53           | 39          | 1           | 14           | 1            |
| Carolina del Nord    | 13           | 3           | 1           | 10           | 1            |
| Carolina del Sud     | 7            | 1           | Stabile     | 6            | Stabile      |
| Colorado             | 7            | 3           | Stabile     | 4            | Stabile      |
| Connecticut          | 5            | 5           | Stabile     | 0            | Stabile      |
| Dakota del Nord      | 1            | 0           | Stabile     | 1            | Stabile      |
| Dakota del Sud       | 1            | 0           | Stabile     | 1            | Stabile      |
| Delaware             | 1            | 1           | Stabile     | 0            | Stabile      |
| Florida              | 27           | 10          | Stabile     | 17           | Stabile      |
| Georgia              | 14           | 4           | 1           | 10           | 1            |
| Hawaii               | 2            | 2           | Stabile     | 0            | Stabile      |
| Idaho                | 2            | 0           | Stabile     | 2            | Stabile      |
| Illinois             | 18           | 10          | 2           | 8            | 2            |
| Indiana              | 9            | 2           | Stabile     | 7            | Stabile      |
| Iowa                 | 4            | 1           | 1           | 3            | 1            |
| Kansas               | 4            | 0           | Stabile     | 4            | Stabile      |
| Kentucky             | 6            | 1           | Stabile     | 5            | Stabile      |
| Louisiana            | 6            | 1           | Stabile     | 5            | Stabile      |
| Maine                | 2            | 1           | 1           | 1            | 1            |
| Maryland             | 8            | 7           | Stabile     | 1            | Stabile      |
| Massachusetts        | 9            | 9           | Stabile     | 0            | Stabile      |
| Michigan             | 14           | 5           | Stabile     | 9            | Stabile      |
| Minnesota            | 8            | 5           | Stabile     | 3            | Stabile      |
| Mississippi          | 4            | 1           | Stabile     | 3            | Stabile      |
| Missouri             | 8            | 2           | Stabile     | 6            | Stabile      |
| Montana              | 1            | 0           | Stabile     | 1            | Stabile      |
| Nebraska             | 3            | 1           | 1           | 2            | 1            |
| Nevada               | 4            | 1           | 1           | 3            | 1            |
| New Hampshire        | 2            | 1           | 1           | 1            | 1            |
| New Jersey           | 12           | 6           | Stabile     | 6            | Stabile      |
| New York             | 27           | 18          | 3           | 9            | 3            |
| Nuovo Messico        | 3            | 2           | Stabile     | 1            | Stabile      |
| Ohio                 | 16           | 4           | Stabile     | 12           | Stabile      |
| Oklahoma             | 5            | 0           | Stabile     | 5            | Stabile      |
| Oregon               | 5            | 4           | Stabile     | 1            | Stabile      |
| Pennsylvania         | 18           | 5           | Stabile     | 13           | Stabile      |
| Rhode Island         | 2            | 2           | Stabile     | 0            | Stabile      |
| Tennessee            | 9            | 2           | Stabile     | 7            | Stabile      |
| Texas                | 36           | 11          | 1           | 25           | 1            |
| Utah                 | 4            | 0           | 1           | 4            | 1            |
| Vermont              | 1            | 1           | Stabile     | 0            | Stabile      |
| Virginia             | 11           | 3           | Stabile     | 8            | Stabile      |
| Virginia Occidentale | 3            | 0           | 1           | 3            | 1            |
| Washington           | 10           | 6           | Stabile     | 4            | Stabile      |
| Wisconsin            | 8            | 3           | Stabile     | 5            | Stabile      |
| Wyoming              | 1            | 0           | Stabile     | 1            | Stabile      |
| Totale               | 435          | 188         | 13          | 247          | 13           |

### Dettaglio per distretto
| Stato                | Distretto | Deputato uscente             | Deputato uscente                                         | Democratici                                                                | Repubblicani                                                                                      | Altri                                                                       | Deputato eletto         | Deputato eletto            |
| -------------------- | --------- | ---------------------------- | -------------------------------------------------------- | -------------------------------------------------------------------------- | ------------------------------------------------------------------------------------------------- | --------------------------------------------------------------------------- | ----------------------- | -------------------------- |
| Alabama              | 1         |                              | Bradley Byrne (R)                                        | Burton LeFlore - 31,7%                                                     | Bradley Byrne - 68,2%                                                                             |                                                                             |                         | Bradley Byrne (R)          |
| Alabama              | 2         | Martha Roby (R)              | Erick Wright - 32,6%                                     | Martha Roby - 67,3%                                                        |                                                                                                   | Martha Roby (R)                                                             |                         |                            |
| Alabama              | 3         | Mike Rogers (R)              | Jesse Smith - 33,7%                                      | Mike Rogers - 66,1%                                                        |                                                                                                   | Mike Rogers (R)                                                             |                         |                            |
| Alabama              | 4         | Robert Aderholt (R)          | -                                                        | Robert Aderholt                                                            |                                                                                                   | Robert Aderholt (R)                                                         |                         |                            |
| Alabama              | 5         | Mo Brooks (R)                | -                                                        | Mo Brooks - 74,4%                                                          | Mark Bray - 25,2%                                                                                 | Mo Brooks (R)                                                               |                         |                            |
| Alabama              | 6         | Spencer Bachus (R)           | Mark Lester - 23,4%                                      | Gary Palmer - 76,2%                                                        | Aimee Love (L) - 0,1%                                                                             | Gary Palmer (R)                                                             |                         |                            |
| Alabama              | 7         |                              | Terri Sewell (D)                                         | Terri Sewell                                                               | -                                                                                                 |                                                                             |                         | Terri Sewell (D)           |
| Alaska               | Unico     |                              | Don Young (R)                                            | Forrest Dunbar - 41,0%                                                     | Don Young - 51,0%                                                                                 | Jim C. McDermott (L) - 7,6%                                                 |                         | Don Young (R)              |
| Arizona              | 1         |                              | Ann Kirkpatrick (D)                                      | Ann Kirkpatrick - 52,6%                                                    | Andy Tobin - 47,4%                                                                                |                                                                             |                         | Ann Kirkpatrick (D)        |
| Arizona              | 2         | Ron Barber (D)               | Ron Barber - 49,96%                                      | Martha McSally - 50,04%                                                    |                                                                                                   |                                                                             | Martha McSally (R)      |                            |
| Arizona              | 3         | Raúl Grijalva (D)            | Raúl Grijalva - 55,7%                                    | Gabby Saucedo Mercer - 44,3%                                               |                                                                                                   |                                                                             | Raúl Grijalva (D)       |                            |
| Arizona              | 4         |                              | Paul Gosar (R)                                           | Mikel Weisser - 25,8%                                                      | Paul Gosar - 70,0%                                                                                | Chris Rike - 4,2%                                                           |                         | Paul Gosar (R)             |
| Arizona              | 5         | Matt Salmon (R)              | James Woods - 30,4%                                      | Matt Salmon - 69,6%                                                        |                                                                                                   | Matt Salmon (R)                                                             |                         |                            |
| Arizona              | 6         | David Schweikert (R)         | John Williamson - 35,1%                                  | David Schweikert - 64,9%                                                   |                                                                                                   | David Schweikert (R)                                                        |                         |                            |
| Arizona              | 7         |                              | Ed Pastor (D)                                            | Ruben Gallego - 74,3%                                                      | -                                                                                                 | Joe Cobb - 16,0% Rebecca DeWitt - 5,7% José Peñalosa (I) - 4,0%             |                         | Ruben Gallego (D)          |
| Arizona              | 8         |                              | Trent Franks (R)                                         | -                                                                          | Trent Franks - 75,8%                                                                              | Stephen Dolgos - 24,2%                                                      |                         | Trent Franks (R)           |
| Arizona              | 9         |                              | Kyrsten Sinema (D)                                       | Kyrsten Sinema - 54,7%                                                     | Wendy Rogers - 41,8%                                                                              | Powell Gammill (L) - 3,5%                                                   |                         | Kyrsten Sinema (D)         |
| Arkansas             | 1         |                              | Rick Crawford (R)                                        | Jackie McPherson - 32,4%                                                   | Rick Crawford - 63,3%                                                                             | Brian Willhite (L) - 4,4%                                                   |                         | Rick Crawford (R)          |
| Arkansas             | 2         | Tim Griffin (R)              | Pat Hays - 43,6%                                         | French Hill - 58,4%                                                        | Debbie Standiford (L) - 4,5%                                                                      | French Hill (R)                                                             |                         |                            |
| Arkansas             | 3         | Steve Womack (R)             | -                                                        | Steve Womack - 79,4%                                                       | Grant Brand (L) - 20,6%                                                                           | Steve Womack (R)                                                            |                         |                            |
| Arkansas             | 4         | Tom Cotton (R)               | James Lee Witt - 42,6%                                   | Bruce Westerman - 53,8%                                                    | Ken Hamilton (L) - 3,7%                                                                           | Bruce Westerman (R)                                                         |                         |                            |
| California           | 1         | Doug LaMalfa (R)             | Heidi Hall - 39,0%                                       | Doug LaMalfa - 61,0%                                                       |                                                                                                   | Doug LaMalfa (R)                                                            |                         |                            |
| California           | 2         |                              | Jared Huffman (D)                                        | Jared Huffman - 75,0%                                                      | Dale Mensing - 25,0%                                                                              |                                                                             |                         | Jared Huffman (D)          |
| California           | 3         | John Garamendi (D)           | John Garamendi - 52,7%                                   | Dan Logue - 47,3%                                                          |                                                                                                   | John Garamendi (D)                                                          |                         |                            |
| California           | 4         |                              | Tom McClintock (R)                                       | Art Moore - 40,0%                                                          | Tom McClintock - 60,0%                                                                            |                                                                             |                         | Tom McClintock (R)         |
| California           | 5         |                              | Mike Thompson (D)                                        | Mike Thompson - 75,8%                                                      | -                                                                                                 | James Hinton (I) - 24,2%                                                    |                         | Mike Thompson (D)          |
| California           | 6         | Doris Matsui (D)             | Doris Matsui - 72,7%                                     | Joseph McCray Sr. - 27,3%                                                  |                                                                                                   | Doris Matsui (D)                                                            |                         |                            |
| California           | 7         | Ami Bera (D)                 | Ami Bera - 50,4%                                         | Doug Ose - 49,6%                                                           |                                                                                                   | Ami Bera (D)                                                                |                         |                            |
| California           | 8         |                              | Paul Cook (R)                                            | Robert Conaway - 32,3%                                                     | Paul Cook - 67,7%                                                                                 |                                                                             |                         | Paul Cook (R)              |
| California           | 9         |                              | Jerry McNerney (D)                                       | Jerry McNerney - 52,4%                                                     | Tony Amador - 47,6%                                                                               |                                                                             |                         | Jerry McNerney (D)         |
| California           | 10        |                              | Jeff Denham (R)                                          | Michael Eggman - 43,9%                                                     | Jeff Denham - 56,1%                                                                               |                                                                             |                         | Jeff Denham (R)            |
| California           | 11        |                              | George Miller (D)                                        | Mark DeSaulnier - 67,3%                                                    | Tue Phan - 32,7%                                                                                  |                                                                             |                         | Mark DeSaulnier (D)        |
| California           | 12        | Nancy Pelosi (D)             | Nancy Pelosi - 83,3%                                     | John Dennis - 16,7%                                                        |                                                                                                   | Nancy Pelosi (D)                                                            |                         |                            |
| California           | 13        | Barbara Lee (D)              | Barbara Lee - 88,5%                                      | Dakin Sundeen - 11,5%                                                      |                                                                                                   | Barbara Lee (D)                                                             |                         |                            |
| California           | 14        | Jackie Speier (D)            | Jackie Speier - 76,7%                                    | Robin Chew - 23,3%                                                         |                                                                                                   | Jackie Speier (D)                                                           |                         |                            |
| California           | 15        | Eric Swalwell (D)            | Eric Swalwell - 69,8%                                    | Hugh Bussell - 30,2%                                                       |                                                                                                   | Eric Swalwell (D)                                                           |                         |                            |
| California           | 16        | Jim Costa (D)                | Jim Costa - 50,7%                                        | Johnny Tacherra - 49,3%                                                    |                                                                                                   | Jim Costa (D)                                                               |                         |                            |
| California           | 17        | Mike Honda (D)               | Mike Honda - 51,8% Ro Khanna - 48,2%                     | -                                                                          |                                                                                                   | Mike Honda (D)                                                              |                         |                            |
| California           | 18        | Anna Eshoo (D)               | Anna Eshoo - 67,8%                                       | Richard B. Fox - 32,2%                                                     |                                                                                                   | Anna Eshoo (D)                                                              |                         |                            |
| California           | 19        | Zoe Lofgren (D)              | Zoe Lofgren - 67,2%                                      | Robert Murray - 32,8%                                                      |                                                                                                   | Zoe Lofgren (D)                                                             |                         |                            |
| California           | 20        | Sam Farr (D)                 | Sam Farr - 75,2%                                         | -                                                                          | Ronald P. Kabat - 24,8%                                                                           | Sam Farr (D)                                                                |                         |                            |
| California           | 21        |                              | David Valadao (R)                                        | Amanda Renteria - 42,2%                                                    | David Valadao - 57,8%                                                                             |                                                                             |                         | David Valadao (R)          |
| California           | 22        | Devin Nunes (R)              | Sam Aguilera-Marrero - 28,0%                             | Devin Nunes - 72,0%                                                        |                                                                                                   | Devin Nunes (R)                                                             |                         |                            |
| California           | 23        | Kevin McCarthy (R)           | Raul Garcia - 25,2%                                      | Kevin McCarthy - 74,8%                                                     |                                                                                                   | Kevin McCarthy (R)                                                          |                         |                            |
| California           | 24        |                              | Lois Capps (D)                                           | Chris Mitchum - 48,1%                                                      | Lois Capps - 51,8%                                                                                |                                                                             |                         | Lois Capps (D)             |
| California           | 25        |                              | Howard McKeon (R)                                        | -                                                                          | Steve Knight - 53,3% Tony Strickland - 46,7%                                                      |                                                                             |                         | Steve Knight (R)           |
| California           | 26        |                              | Julia Brownley (D)                                       | Julia Brownley - 51,3%                                                     | Jeff Gorell - 48,7%                                                                               |                                                                             |                         | Julia Brownley (D)         |
| California           | 27        | Judy Chu (D)                 | Judy Chu - 59,4%                                         | Jack Orswell - 40,6%                                                       |                                                                                                   | Judy Chu (D)                                                                |                         |                            |
| California           | 28        | Adam Schiff (D)              | Adam Schiff - 76,5%                                      | -                                                                          | Steve Stokes - 23,5%                                                                              | Adam Schiff (D)                                                             |                         |                            |
| California           | 29        | Tony Cardenas (D)            | Tony Cardenas - 74,6%                                    | William Leader - 25,4%                                                     |                                                                                                   | Tony Cardenas (D)                                                           |                         |                            |
| California           | 30        | Brad Sherman (D)             | Brad Sherman - 65,6%                                     | Mark Reed - 34,4%                                                          |                                                                                                   | Brad Sherman (D)                                                            |                         |                            |
| California           | 31        |                              | Gary Miller (R)                                          | Pete Aguilar - 51,7%                                                       | Paul Chabot - 48,3%                                                                               |                                                                             | Pete Aguilar (D)        |                            |
| California           | 32        |                              | Grace Napolitano (D)                                     | Grace Napolitano - 59,7%                                                   | Arturo Alas - 40,3%                                                                               |                                                                             | Grace Napolitano (D)    |                            |
| California           | 33        | Henry Waxman (D)             | Ted Lieu - 59,2%                                         | Elan Carr - 40,8%                                                          |                                                                                                   | Ted Lieu (D)                                                                |                         |                            |
| California           | 34        | Xavier Becerra (D)           | Xavier Becerra - 72,5% Adrienne Edwards - 27,5%          | -                                                                          |                                                                                                   | Xavier Becerra (D)                                                          |                         |                            |
| California           | 35        | Gloria Negrete McLeod (D)    | Norma Torres - 63,5% Christina Gagnie - 36,5%            | -                                                                          |                                                                                                   | Norma Torres (D)                                                            |                         |                            |
| California           | 36        | Raul Ruiz (D)                | Raul Ruiz - 54,2%                                        | Brian Nestande - 45,8%                                                     |                                                                                                   | Raul Ruiz (D)                                                               |                         |                            |
| California           | 37        | Karen Bass (D)               | Karen Bass - 84,3%                                       | R. Adam King - 15,7%                                                       |                                                                                                   | Karen Bass (D)                                                              |                         |                            |
| California           | 38        | Linda Sánchez (D)            | Linda Sánchez - 59,1%                                    | Benjamin Campos - 40,9%                                                    |                                                                                                   | Linda Sánchez (D)                                                           |                         |                            |
| California           | 39        |                              | Ed Royce (R)                                             | Peter Anderson - 31,5%                                                     | Ed Royce - 68,5%                                                                                  |                                                                             |                         | Ed Royce (R)               |
| California           | 40        |                              | Lucille Roybal-Allard (D)                                | Lucille Roybal-Allard - 61,2% David Sanchez - 38,8%                        | -                                                                                                 |                                                                             |                         | Lucille Roybal-Allard (D)  |
| California           | 41        | Mark Takano (D)              | Mark Takano - 56,6%                                      | Steve Adams - 43,4%                                                        |                                                                                                   | Mark Takano (D)                                                             |                         |                            |
| California           | 42        |                              | Ken Calvert (R)                                          | Tim Sheridan - 34,3%                                                       | Ken Calvert - 65,7%                                                                               |                                                                             |                         | Ken Calvert (R)            |
| California           | 43        |                              | Maxine Waters (D)                                        | Maxine Waters - 71,0%                                                      | -                                                                                                 |                                                                             |                         | Maxine Waters (D)          |
| California           | 44        | Janice Hahn (D)              | Janice Hahn - 86,7%                                      | -                                                                          | Adam Shbeita - 13,3%                                                                              | Nanette Barragán (D)                                                        |                         |                            |
| California           | 45        |                              | John B. T. Campbell III (R)                              | Drew Leavens - 34,9%                                                       | Mimi Walters - 65,1%                                                                              |                                                                             |                         | Mimi Walters (R)           |
| California           | 46        |                              | Loretta Sanchez (D)                                      | Loretta Sanchez - 49,7%                                                    | Adam Nick - 40,3%                                                                                 |                                                                             |                         | Loretta Sanchez (D)        |
| California           | 47        | Alan Lowenthal (D)           | Alan Lowenthal - 56,0%                                   | Andy Whallon - 44,0%                                                       |                                                                                                   | Alan Lowenthal (D)                                                          |                         |                            |
| California           | 48        |                              | Dana Rohrabacher (R)                                     | Suzanne Savary - 35,9%                                                     | Dana Rohrabacher - 64,1%                                                                          |                                                                             |                         | Dana Rohrabacher (R)       |
| California           | 49        | Darrell Issa (R)             | Dave Peiser - 39,8%                                      | Darrell Issa - 60,2%                                                       |                                                                                                   | Darrell Issa (R)                                                            |                         |                            |
| California           | 50        | Duncan D. Hunter (R)         | James Kimber - 28,8%                                     | Duncan D. Hunter - 71,2%                                                   |                                                                                                   | Duncan D. Hunter (R)                                                        |                         |                            |
| California           | 51        |                              | Juan Vargas (D)                                          | Juan Vargas - 68,8%                                                        | Stephen Meade - 31,2%                                                                             |                                                                             |                         | Juan Vargas (D)            |
| California           | 52        | Scott Peters (D)             | Scott Peters - 51,6%                                     | Carl DeMaio - 48,4%                                                        |                                                                                                   | Scott Peters (D)                                                            |                         |                            |
| California           | 53        | Susan Davis (D)              | Susan Davis - 58,8%                                      | Larry Wilske - 41,2%                                                       |                                                                                                   | Susan Davis (D)                                                             |                         |                            |
| Carolina del Nord    | 1         | G. K. Butterfield (D)        | G. K. Butterfield - 73,4%                                | Arthur Rich - 26,6%                                                        |                                                                                                   | G. K. Butterfield (D)                                                       |                         |                            |
| Carolina del Nord    | 2         |                              | Renee Ellmers (R)                                        | Clay Aiken - 41,2%                                                         | Renee Ellmers - 58,8%                                                                             |                                                                             |                         | Renee Ellmers (R)          |
| Carolina del Nord    | 3         | Walter Jones (R)             | Marshall Adame - 32,2%                                   | Walter Jones - 67,8%                                                       |                                                                                                   | Walter Jones (R)                                                            |                         |                            |
| Carolina del Nord    | 4         |                              | David Price (D)                                          | David Price - 74,8%                                                        | Paul M. Wright - 25,2%                                                                            |                                                                             |                         | David Price (D)            |
| Carolina del Nord    | 5         |                              | Virginia Foxx (R)                                        | Josh Brannon - 39,0%                                                       | Virginia Foxx - 61,0%                                                                             |                                                                             |                         | Virginia Foxx (R)          |
| Carolina del Nord    | 6         | Howard Coble (R)             | Laura Fjeld - 41,3%                                      | Mark Walker - 58,7%                                                        |                                                                                                   | Mark Walker (R)                                                             |                         |                            |
| Carolina del Nord    | 7         |                              | Mike McIntyre (D)                                        | Jonathan Barfield - 37,1%                                                  | David Rouzer - 59,4%                                                                              | J. Wesley Casteen (L) - 3,5%                                                | David Rouzer (R)        |                            |
| Carolina del Nord    | 8         |                              | Richard Hudson (R)                                       | Antonio Blue - 35,1%                                                       | Richard Hudson - 64,9%                                                                            |                                                                             | Richard Hudson (R)      |                            |
| Carolina del Nord    | 9         | Robert Pittenger (R)         | -                                                        | Robert Pittenger - 93,9%                                                   |                                                                                                   | Robert Pittenger (R)                                                        |                         |                            |
| Carolina del Nord    | 10        | Patrick McHenry (R)          | Tate MacQueen - 39,0%                                    | Patrick McHenry - 61,0%                                                    |                                                                                                   | Patrick McHenry (R)                                                         |                         |                            |
| Carolina del Nord    | 11        | Mark Meadows (R)             | Thomas Waddell Hill - 37,1%                              | Mark Meadows - 62,9%                                                       |                                                                                                   | Mark Meadows (R)                                                            |                         |                            |
| Carolina del Nord    | 12        |                              | Mel Watt (D)                                             | Alma Adams - 75,4%                                                         | Vince Coakley - 24,6%                                                                             |                                                                             |                         | Alma Adams (D)             |
| Carolina del Nord    | 13        |                              | George Holding (R)                                       | Brenda Cleary - 42,7%                                                      | George Holding - 57,3%                                                                            |                                                                             |                         | George Holding (R)         |
| Carolina del Sud     | 1         | Mark Sanford (R)             |                                                          | Mark Sanford                                                               |                                                                                                   | Mark Sanford (R)                                                            |                         |                            |
| Carolina del Sud     | 2         | Joe Wilson (R)               | Phil Black - 35,3%                                       | Joe Wilson - 62,4%                                                         | Harold Geddings II - 2,3%                                                                         | Joe Wilson (R)                                                              |                         |                            |
| Carolina del Sud     | 3         | Jeff Duncan (R)              | Barbara Jo Mullis - 28,8%                                | Jeff Duncan - 71,2%                                                        |                                                                                                   | Jeff Duncan (R)                                                             |                         |                            |
| Carolina del Sud     | 4         | Trey Gowdy (R)               | -                                                        | Trey Gowdy - 84,8%                                                         | Curtis McLaughlin (L) - 15,2%                                                                     | Trey Gowdy (R)                                                              |                         |                            |
| Carolina del Sud     | 5         | Mick Mulvaney (R)            | Tom Adams - 41,1%                                        | Mick Mulvaney - 58,9%                                                      |                                                                                                   | Mick Mulvaney (R)                                                           |                         |                            |
| Carolina del Sud     | 6         |                              | Jim Clyburn (D)                                          | Jim Clyburn - 72,5%                                                        | Anthony Culler - 25,6%                                                                            | Kevin Umbaugh (L) - 1,9%                                                    |                         | Jim Clyburn (D)            |
| Carolina del Sud     | 7         |                              | Tom Rice (R)                                             | Gloria Tinubu - 40,0%                                                      | Tom Rice - 60,0%                                                                                  |                                                                             |                         | Tom Rice (R)               |
| Colorado             | 1         |                              | Diana DeGette (D)                                        | Diana DeGette - 65,8%                                                      | Martin Walsh - 29,0%                                                                              | Frank Atwood (L) - 3,3%                                                     |                         | Diana DeGette (D)          |
| Colorado             | 2         | Jared Polis (D)              | Jared Polis - 56,7%                                      | George Leing - 43,3%                                                       |                                                                                                   | Jared Polis (D)                                                             |                         |                            |
| Colorado             | 3         |                              | Scott Tipton (R)                                         | Abel Tapia - 35,7%                                                         | Scott Tipton - 58,0%                                                                              | Tisha Casida (I) - 4,0% Travis Mero (L) - 2,3%                              |                         | Scott Tipton (R)           |
| Colorado             | 4         | Cory Gardner (R)             | Vic Meyers - 29,2%                                       | Ken Buck - 64,7%                                                           | Jess Loban (L) - 3,3%                                                                             | Ken Buck (R)                                                                |                         |                            |
| Colorado             | 5         | Doug Lamborn (R)             | Irv Halter - 40,2%                                       | Doug Lamborn - 59,8%                                                       |                                                                                                   | Doug Lamborn (R)                                                            |                         |                            |
| Colorado             | 6         | Mike Coffman (R)             | Andrew Romanoff - 43,0%                                  | Mike Coffman - 51,9%                                                       | Norm Olsen (L) - 3,1% Gary Swing (V) - 2,0%                                                       | Mike Coffman (R)                                                            |                         |                            |
| Colorado             | 7         |                              | Ed Perlmutter (D)                                        | Ed Perlmutter - 55,1%                                                      | Don Ytterberg - 44,9%                                                                             |                                                                             |                         | Ed Perlmutter (D)          |
| Connecticut          | 1         | John Larson (D)              | John Larson - 62,3%                                      | Matthew Corey - 36,1%                                                      | Jeff Russell (V) - 1,6%                                                                           | John Larson (D)                                                             |                         |                            |
| Connecticut          | 2         | Joe Courtney (D)             | Joe Courtney - 62,3%                                     | Lori Hopkins-Cavanagh - 35,5%                                              | Dan Reale (L) - 1,1% William Clyde (V) - 1,1%                                                     | Joe Courtney (D)                                                            |                         |                            |
| Connecticut          | 3         | Rosa DeLauro (D)             | Rosa DeLauro - 67,1%                                     | James Brown - 32,9%                                                        |                                                                                                   | Rosa DeLauro (D)                                                            |                         |                            |
| Connecticut          | 4         | Jim Himes (D)                | Jim Himes - 53,7%                                        | Dan Debicella - 46,3%                                                      |                                                                                                   | Jim Himes (D)                                                               |                         |                            |
| Connecticut          | 5         | Elizabeth Esty (D)           | Elizabeth Esty - 53,3%                                   | Mark Greenberg - 45,8%                                                     | John J. Pistone (I) - 0,9%                                                                        | Elizabeth Esty (D)                                                          |                         |                            |
| Dakota del Nord      | Unico     |                              | Kevin Cramer (R)                                         | George B. Sinner - 38,5%                                                   | Kevin Cramer - 55,5%                                                                              | Jack Seaman (L) - 5,8%                                                      |                         | Kevin Cramer (R)           |
| Dakota del Sud       | Unico     | Kristi Noem (R)              | Corinna Robinson - 33,5%                                 | Kristi Noem - 66,5%                                                        |                                                                                                   | Kristi Noem (R)                                                             |                         |                            |
| Delaware             | Unico     |                              | John Carney (D)                                          | John Carney - 59,3%                                                        | Rose Izzo - 36,8%                                                                                 | Bernard August (V) - 2,1% Scott Gesty (L) - 1,9%                            |                         | John Carney (D)            |
| Florida              | 1         |                              | Jeff Miller (R)                                          | Jim Bryan - 23,4%                                                          | Jeff Miller - 70,2%                                                                               | Mark Wichern - 6,5%                                                         |                         | Jeff Miller (R)            |
| Florida              | 2         | Steve Southerland (R)        | Gwen Graham - 50,4%                                      | Steve Southerland - 49,6%                                                  | Rob Lapham (L) - 2,7%                                                                             |                                                                             | Gwen Graham (D)         |                            |
| Florida              | 3         | Ted Yoho (R)                 | Marihelen Wheeler - 32,3%                                | Ted Yoho - 65,0%                                                           | Howard Term Limits Lawson (I) - 2,7%                                                              |                                                                             | Ted Yoho (R)            |                            |
| Florida              | 4         | Ander Crenshaw (R)           | -                                                        | Ander Crenshaw - 78,3%                                                     | Paula Moser-Bartlett (I) - 15,7% Gary Koniz (I) - 6,0%                                            | Ander Crenshaw (R)                                                          |                         |                            |
| Florida              | 5         |                              | Corrine Brown (D)                                        | Corrine Brown - 65,5%                                                      | Glo Scurry-Smith - 34,5%                                                                          |                                                                             |                         | Corrine Brown (D)          |
| Florida              | 6         |                              | Ron DeSantis (R)                                         | David Cox - 37,5%                                                          | Ron DeSantis - 62,5%                                                                              |                                                                             |                         | Ron DeSantis (R)           |
| Florida              | 7         | John Mica (R)                | Wes Neuman - 32,1%                                       | John Mica - 64,6%                                                          | Al Krulick - 4,3%                                                                                 | John Mica (R)                                                               |                         |                            |
| Florida              | 8         | Bill Posey (R)               | Gabriel Rothblatt - 34,1%                                | Bill Posey - 65,9%                                                         |                                                                                                   | Bill Posey (R)                                                              |                         |                            |
| Florida              | 9         |                              | Alan Grayson (D)                                         | Alan Grayson - 54,0%                                                       | Carol Platt - 43,1%                                                                               | Marko Milakovich (I) - 2,9%                                                 |                         | Alan Grayson (D)           |
| Florida              | 10        |                              | Daniel Webster (R)                                       | Michael McKenna - 38,5%                                                    | Daniel Webster - 61,5%                                                                            |                                                                             |                         | Daniel Webster (R)         |
| Florida              | 11        | Rich Nugent (R)              | Dave Koller - 33,3%                                      | Rich Nugent - 66,7%                                                        |                                                                                                   | Rich Nugent (R)                                                             |                         |                            |
| Florida              | 12        | Gus Bilirakis (R)            | -                                                        | Gus Bilirakis - 100%                                                       |                                                                                                   | Gus Bilirakis (R)                                                           |                         |                            |
| Florida              | 13        | David Jolly (R)              | -                                                        | David Jolly - 75,2%                                                        | Lucas Overby (L) - 24,8%                                                                          | David Jolly (R)                                                             |                         |                            |
| Florida              | 14        |                              | Kathy Castor (D)                                         | Kathy Castor - 100%                                                        | -                                                                                                 |                                                                             |                         | Kathy Castor (D)           |
| Florida              | 15        |                              | Dennis Ross (R)                                          | Alan Cohn - 39,7%                                                          | Dennis Ross - 60,3%                                                                               |                                                                             |                         | Dennis Ross (R)            |
| Florida              | 16        | Vern Buchanan (R)            | Henry Lawrence - 38,4%                                   | Vern Buchanan - 61,6%                                                      |                                                                                                   | Vern Buchanan (R)                                                           |                         |                            |
| Florida              | 17        | Tom Rooney (R)               | Will Bronson - 36,8%                                     | Tom Rooney - 63,2%                                                         | John Sawyer (I) - 3,9%                                                                            | Tom Rooney (R)                                                              |                         |                            |
| Florida              | 18        |                              | Patrick Murphy (D)                                       | Patrick Murphy - 59,8%                                                     | Carl Domino - 40,2%                                                                               | Carla Spalding (I) - 3,3%                                                   |                         | Patrick Murphy(D)          |
| Florida              | 19        |                              | Curt Clawson (R)                                         | April Freeman - 32,7%                                                      | Curt Clawson - 64,6%                                                                              | Ray Netherwood - 2,7%                                                       |                         | Curt Clawson (R)           |
| Florida              | 20        |                              | Alcee Hastings (D)                                       | Alcee Hastings - 81,6%                                                     | Jay Bonner - 18,4%                                                                                |                                                                             |                         | Alcee Hastings (D)         |
| Florida              | 21        | Ted Deutch (D)               | Ted Deutch - 100%                                        | -                                                                          | -                                                                                                 | Ted Deutch (D)                                                              |                         |                            |
| Florida              | 22        | Lois Frankel (D)             | Lois Frankel - 58,0%                                     | Paul Spain - 42,0%                                                         |                                                                                                   | Lois Frankel (D)                                                            |                         |                            |
| Florida              | 23        | Debbie Wasserman Schultz (D) | Debbie Wasserman Schultz - 62,7%                         | Joe Kaufman - 37,3%                                                        |                                                                                                   | Debbie Wasserman Schultz (D)                                                |                         |                            |
| Florida              | 24        | Frederica Wilson (D)         | Frederica Wilson - 86,2%                                 | Dufirstson Neree - 10,2%                                                   | Luis Fernandez - 3,7%                                                                             | Frederica Wilson (D)                                                        |                         |                            |
| Florida              | 25        |                              | Mario Díaz-Balart (R)                                    | -                                                                          | Mario Díaz-Balart - 100%                                                                          |                                                                             |                         | Mario Díaz-Balart (R)      |
| Florida              | 26        |                              | Joe Garcia (D)                                           | Joe Garcia - 48,5%                                                         | Carlos Curbelo - 51,5%                                                                            |                                                                             | Carlos Curbelo (R)      |                            |
| Florida              | 27        |                              | Ileana Ros-Lehtinen (R)                                  | -                                                                          | Ileana Ros-Lehtinen - 100%                                                                        |                                                                             | Ileana Ros-Lehtinen (R) |                            |
| Georgia              | 1         | Jack Kingston (R)            | Brian Reese - 39,1%                                      | Buddy Carter - 60,9%                                                       |                                                                                                   | Buddy Carter (R)                                                            |                         |                            |
| Georgia              | 2         |                              | Sanford Bishop (D)                                       | Sanford Bishop - 59,1%                                                     | Greg Duke - 40,9%                                                                                 |                                                                             |                         | Sanford Bishop (D)         |
| Georgia              | 3         |                              | Lynn Westmoreland (R)                                    | -                                                                          | Lynn Westmoreland - 100%                                                                          |                                                                             |                         | Lynn Westmoreland (R)      |
| Georgia              | 4         |                              | Hank Johnson (D)                                         | Hank Johnson - 99,9%                                                       | -                                                                                                 |                                                                             |                         | Hank Johnson (D)           |
| Georgia              | 5         | John Lewis (D)               | John Lewis - 100%                                        | -                                                                          |                                                                                                   | John Lewis (D)                                                              |                         |                            |
| Georgia              | 6         |                              | Tom Price (R)                                            | Bob Montigel - 34,0%                                                       | Tom Price - 66,0%                                                                                 |                                                                             |                         | Tom Price (R)              |
| Georgia              | 7         | Rob Woodall (R)              | Thomas Wight - 34,6%                                     | Rob Woodall - 65,4%                                                        |                                                                                                   | Rob Woodall (R)                                                             |                         |                            |
| Georgia              | 8         | Austin Scott (R)             | -                                                        | Austin Scott - 99,9%                                                       |                                                                                                   | Austin Scott (R)                                                            |                         |                            |
| Georgia              | 9         | Doug Collins (R)             | David Vogel - 19,3%                                      | Doug Collins - 80,9%                                                       |                                                                                                   | Doug Collins (R)                                                            |                         |                            |
| Georgia              | 10        | Paul Broun (R)               | Ken Dious - 33,5%                                        | Jody Hice - 66,5%                                                          |                                                                                                   | Jody Hice (R)                                                               |                         |                            |
| Georgia              | 11        | Phil Gingrey (R)             | -                                                        | Barry Loudermilk - 100,0%                                                  |                                                                                                   | Barry Loudermilk (R)                                                        |                         |                            |
| Georgia              | 12        | Rick Allen (R)               | John Barrow - 45,2%                                      | Rick Allen - 54,8%                                                         |                                                                                                   | Rick Allen (R)                                                              |                         |                            |
| Georgia              | 13        |                              | David Scott (D)                                          | David Scott - 100%                                                         | -                                                                                                 |                                                                             |                         | David Scott (D)            |
| Georgia              | 14        |                              | Tom Graves (R)                                           | -                                                                          | Tom Graves - 100%                                                                                 |                                                                             |                         | Tom Graves (R)             |
| Hawaii               | 1         |                              | Colleen Hanabusa (D)                                     | Mark Takai - 51,9%                                                         | Charles Djou - 48,1%                                                                              |                                                                             |                         | Mark Takai (D)             |
| Hawaii               | 2         | Tulsi Gabbard (D)            | Tulsi Gabbard - 78,8%                                    | Kawika Crowley - 18,7%                                                     | Joe Kent (L) - 2,5%                                                                               | Tulsi Gabbard (D)                                                           |                         |                            |
| Idaho                | 1         |                              | Raúl Labrador (R)                                        | Shirley Ringo - 35,0%                                                      | Raúl Labrador - 65,0%                                                                             |                                                                             |                         | Raúl Labrador (R)          |
| Idaho                | 2         | Mike Simpson (R)             | Richard H. Stallings - 38,6%                             | Mike Simpson - 61,4%                                                       |                                                                                                   | Mike Simpson (R)                                                            |                         |                            |
| Illinois             | 1         |                              | Bobby Rush (D)                                           | Bobby Rush - 73,1%                                                         | Jimmy Lee Tillman - 26,9%                                                                         |                                                                             |                         | Bobby Rush (D)             |
| Illinois             | 2         | Robin Kelly (D)              | Robin Kelly - 78,5%                                      | Eric Wallace - 21,5%                                                       |                                                                                                   | Robin Kelly (D)                                                             |                         |                            |
| Illinois             | 3         | Dan Lipinski (D)             | Dan Lipinski - 64,6%                                     | Sharon Brannigan - 35,4%                                                   |                                                                                                   | Dan Lipinski (D)                                                            |                         |                            |
| Illinois             | 4         | Luis Gutiérrez (D)           | Luis Gutiérrez - 78,0%                                   | Hector Concepcion - 22%                                                    |                                                                                                   | Luis Gutiérrez (D)                                                          |                         |                            |
| Illinois             | 5         | Mike Quigley (D)             | Mike Quigley - 63,2%                                     | Vince Kolber - 30,6%                                                       | Nancy Wade (V) - 6,1%                                                                             | Mike Quigley (D)                                                            |                         |                            |
| Illinois             | 6         |                              | Peter Roskam (R)                                         | Michael Mason - 32,9%                                                      | Peter Roskam - 67,1%                                                                              |                                                                             |                         | Peter Roskam (R)           |
| Illinois             | 7         |                              | Danny Davis (D)                                          | Danny Davis - 85,0%                                                        | Robert Bumpers - 15,0%                                                                            |                                                                             |                         | Danny Davis (D)            |
| Illinois             | 8         | Tammy Duckworth (D)          | Tammy Duckworth - 55,7%                                  | Larry Kaifesh - 44,3%                                                      |                                                                                                   | Tammy Duckworth (D)                                                         |                         |                            |
| Illinois             | 9         | Jan Schakowsky (D)           | Jan Schakowsky - 66,1%                                   | Susanne Atanus - 33,9%                                                     |                                                                                                   | Jan Schakowsky (D)                                                          |                         |                            |
| Illinois             | 10        | Brad Schneider (D)           | Brad Schneider - 48,7%                                   | Bob Dold - 51,3%                                                           |                                                                                                   |                                                                             | Bob Dold (R)            |                            |
| Illinois             | 11        | Bill Foster (D)              | Bill Foster - 53,5%                                      | Darlene Senge - 43,5%                                                      |                                                                                                   |                                                                             | Bill Foster (D)         |                            |
| Illinois             | 12        | William Enyart (D)           | Bill Enyart - 41,9%                                      | Mike Bost - 52,5%                                                          | Paula Bradshaw (V) - 5,7%                                                                         |                                                                             | Mike Bost (R)           |                            |
| Illinois             | 13        |                              | Rodney Davis (R)                                         | Ann Callis - 41,3%                                                         | Rodney Davis - 58,7%                                                                              |                                                                             | Rodney Davis (R)        |                            |
| Illinois             | 14        | Randy Hultgren (R)           | Dennis Anderson - 34,6%                                  | Randy Hultgren - 65,4%                                                     |                                                                                                   | Randy Hultgren (R)                                                          |                         |                            |
| Illinois             | 15        | John Shimkus (R)             | Eric Thorsland - 25,0%                                   | John Shimkus - 75,0%                                                       |                                                                                                   | John Shimkus (R)                                                            |                         |                            |
| Illinois             | 16        | Adam Kinzinger (R)           | Randall Olsen - 29,4%                                    | Adam Kinzinger - 70,6%                                                     |                                                                                                   | Adam Kinzinger (R)                                                          |                         |                            |
| Illinois             | 17        |                              | Cheri Bustos (D)                                         | Cheri Bustos - 55,5%                                                       | Bobby Schilling - 44,5%                                                                           |                                                                             |                         | Cheri Bustos (D)           |
| Illinois             | 18        |                              | Aaron Schock (R)                                         | Darrel Miller - 25,3%                                                      | Aaron Schock - 74,7%                                                                              |                                                                             |                         | Aaron Schock (R)           |
| Indiana              | 1         |                              | Pete Visclosky (D)                                       | Pete Visclosky - 60,9%                                                     | Mark Leyva - 35,8%                                                                                | Donna Dunn (L) - 3,3%                                                       |                         | Pete Visclosky (D)         |
| Indiana              | 2         |                              | Jackie Walorski (R)                                      | Joe Bock - 38,3%                                                           | Jackie Walorski - 58,9%                                                                           | Jeff Petermann (L) - 2,8%                                                   |                         | Jackie Walorski (R)        |
| Indiana              | 3         | Marlin Stutzman (R)          | Justin Kuhnle - 26,7%                                    | Marlin Stutzman - 65,8%                                                    | Scott Wise (L) - 7,5%                                                                             | Marlin Stutzman (R)                                                         |                         |                            |
| Indiana              | 4         | Todd Rokita (R)              | John Dale - 33,1%                                        | Todd Rokita - 66,9%                                                        | Steve Mayoras (L) - 4,9%                                                                          | Todd Rokita (R)                                                             |                         |                            |
| Indiana              | 5         | Susan Brooks (R)             | Shawn Denney - 30,8%                                     | Susan Brooks - 65,2%                                                       | John Krom (L) - 4,0%                                                                              | Susan Brooks (R)                                                            |                         |                            |
| Indiana              | 6         | Luke Messer (R)              | Susan Hall Heitzman - 29,4%                              | Luke Messer - 65,9%                                                        | Eric Miller (L) - 4,8%                                                                            | Luke Messer (R)                                                             |                         |                            |
| Indiana              | 7         |                              | André Carson (D)                                         | André Carson - 54,7%                                                       | Catherine Ping - 41,8%                                                                            | Chris Mayo (L) - 3,5%                                                       |                         | André Carson (D)           |
| Indiana              | 8         |                              | Larry Bucshon (R)                                        | Tom Spangler - 35,8%                                                       | Larry Bucshon - 60,3%                                                                             | Andrew Horning (L) - 3,8%                                                   |                         | Larry Bucshon (R)          |
| Indiana              | 9         | Todd Young (R)               | Bill Bailey - 33,7%                                      | Todd Young - 62,2%                                                         | Mike Frey (L) - 4,1%                                                                              | Todd Young (R)                                                              |                         |                            |
| Iowa                 | 1         |                              | Bruce Braley (D)                                         | Pat Murphy - 48,8%                                                         | Rod Blum - 51,1%                                                                                  |                                                                             | Rod Blum (R)            |                            |
| Iowa                 | 2         | Dave Loebsack (D)            | Dave Loebsack - 52,4%                                    | Mariannette Miller-Meeks - 47,5%                                           |                                                                                                   |                                                                             | Dave Loebsack (D)       |                            |
| Iowa                 | 3         |                              | Tom Latham (R)                                           | Staci Appel - 42,2%                                                        | David Young - 52,8%                                                                               | Edward Wright (L) - 3,2% Bryan Holder (I) - 1,5%                            |                         | David Young (R)            |
| Iowa                 | 4         | Steve King (R)               | Jim Mowrer - 38,3%                                       | Steve King - 61,6%                                                         |                                                                                                   | Steve King (R)                                                              |                         |                            |
| Kansas               | 1         | Tim Huelskamp (R)            | Jim Sherow - 32,5%                                       | Tim Huelskamp - 67,5%                                                      |                                                                                                   | Tim Huelskamp (R)                                                           |                         |                            |
| Kansas               | 2         | Lynn Jenkins (R)             | Margie Wakefield - 38,5%                                 | Lynn Jenkins - 57,2%                                                       | Chris Clemmons (L) - 4,3%                                                                         | Lynn Jenkins (R)                                                            |                         |                            |
| Kansas               | 3         | Kevin Yoder (R)              | Kelly Kultala - 40,0%                                    | Kevin Yoder - 60,0%                                                        | Steven Hohe (L) - 8,1%                                                                            | Kevin Yoder (R)                                                             |                         |                            |
| Kansas               | 4         | Mike Pompeo (R)              | Perry Schuckman - 33,2%                                  | Mike Pompeo - 66,8%                                                        |                                                                                                   | Mike Pompeo (R)                                                             |                         |                            |
| Kentucky             | 1         | Ed Whitfield (R)             | Charles Hatchett - 26,9%                                 | Ed Whitfield - 73,1%                                                       |                                                                                                   | Ed Whitfield (R)                                                            |                         |                            |
| Kentucky             | 2         | Brett Guthrie (R)            | Ron Leach - 30,8%                                        | Brett Guthrie - 69,2%                                                      |                                                                                                   | Brett Guthrie (R)                                                           |                         |                            |
| Kentucky             | 3         |                              | John Yarmuth (D)                                         | John Yarmuth - 63,5%                                                       | Michael Macfarlane - 35,6%                                                                        | Gregory Puccetti - 0,9%                                                     |                         | John Yarmuth (D)           |
| Kentucky             | 4         |                              | Thomas Massie (R)                                        | Peter Newberry - 32,3%                                                     | Thomas Massie - 67,7%                                                                             |                                                                             |                         | Thomas Massie (R)          |
| Kentucky             | 5         | Hal Rogers (R)               | Kenneth Stepp - 21,8%                                    | Hal Rogers - 78,2%                                                         |                                                                                                   | Hal Rogers (R)                                                              |                         |                            |
| Kentucky             | 6         | Andy Barr (R)                | Elisabeth Jensen - 40,0%                                 | Andy Barr - 60,0%                                                          |                                                                                                   | Andy Barr (R)                                                               |                         |                            |
| Louisiana            | 1         | Steve Scalise (R)            | Vinny Mendoza - 10,2% Lee Dugas - 8,7% Joe Swider - 2,8% | Steve Scalise - 77,5%                                                      | Jeff Sanford (L) - 3,6%                                                                           | Steve Scalise (R)                                                           |                         |                            |
| Louisiana            | 2         |                              | Cedric Richmond (D)                                      | Cedric Richmond - 68,7% Gary Landrieu - 17,1%                              | -                                                                                                 | David Brooks (I) - 7,4% Samuel Davenport (L) - 6,9%                         |                         | Cedric Richmond (D)        |
| Louisiana            | 3         |                              | Charles Boustany (R)                                     | -                                                                          | Charles Boustany - 87,7% Bryan Barrilleaux - 9,3%                                                 | Russell Richard (I) - 12,0%                                                 |                         | Charles Boustany (R)       |
| Louisiana            | 4         | John Fleming (R)             | -                                                        | John Fleming - 73,4%                                                       | Randall Lord - 26,6%                                                                              | John Fleming (R)                                                            |                         |                            |
| Louisiana            | 5         | Ralph Abraham (R)            | Jamie Mayo - 28,2%-35,8% (Ball.)                         | Ralph Abraham - 23,2%-64,2% (Ball.) Zach Dasher - 22,4% Altri 4 candidati  | Charles Saucier (L) - 0,9% Eliot Barron (V) - 0,7%                                                | Ralph Abraham (R)                                                           |                         |                            |
| Louisiana            | 6         | Garret Graves (R)            | Edwin Edwards - 30,1%-37,5% (Ball.) Altri 2 candidati    | Garret Graves - 27,4%-62,5% (Ball.) Paul Dietzel - 13,5% Altri 6 candidati | Rufus Craig (L) - 1,4%                                                                            | Garret Graves (R)                                                           |                         |                            |
| Maine                | 1         |                              | Chellie Pingree (D)                                      | Chellie Pingree - 60,4%                                                    | Isaac Misiuk - 30,7%                                                                              | Richard Murphy (I) - 8,5%                                                   |                         | Chellie Pingree (D)        |
| Maine                | 2         | Mike Michaud (D)             | Emily Cain - 41,8%                                       | Bruce Poliquin - 47,1%                                                     | Blaine Richardson - 10,6%                                                                         |                                                                             | Bruce Poliquin (R)      |                            |
| Maryland             | 1         |                              | Andy Harris (R)                                          | Bill Tilghman - 29,5%                                                      | Andy Harris - 70,5%                                                                               |                                                                             | Andy Harris (R)         |                            |
| Maryland             | 2         |                              | Dutch Ruppersberger (D)                                  | Dutch Ruppersberger - 61,3%                                                | Dave Banach - 35,9%                                                                               | Ian Schlakman (V) - 2,8%                                                    |                         | Dutch Ruppersberger (D)    |
| Maryland             | 3         | John Sarbanes (D)            | John Sarbanes - 59,6%                                    | Charles Long - 40,4%                                                       |                                                                                                   | John Sarbanes (D)                                                           |                         |                            |
| Maryland             | 4         | Donna Edwards (D)            | Donna Edwards - 70,2%                                    | Nancy Hoyt - 28,3%                                                         | Arvin Vohra (L) - 1,5%                                                                            | Donna Edwards (D)                                                           |                         |                            |
| Maryland             | 5         | Steny Hoyer (D)              | Steny Hoyer - 64,1%                                      | Chris Chaffee - 35,9%                                                      |                                                                                                   | Steny Hoyer (D)                                                             |                         |                            |
| Maryland             | 6         | John Delaney (D)             | John Delaney - 49,7%                                     | Daniel Bongino - 48,3%                                                     | George Gluck (V) - 2,0%                                                                           | John Delaney (D)                                                            |                         |                            |
| Maryland             | 7         | Elijah Cummings (D)          | Elijah Cummings - 70,0%                                  | Corrogan Vaughn - 27,0%                                                    | Scott Soffen (L) - 3,0%                                                                           | Elijah Cummings (D)                                                         |                         |                            |
| Maryland             | 8         | Chris Van Hollen (D)         | Chris Van Hollen - 60,9%                                 | David Wallace - 39,1%                                                      |                                                                                                   | Chris Van Hollen (D)                                                        |                         |                            |
| Massachusetts        | 1         | Richard Neal (D)             | Richard Neal                                             | -                                                                          |                                                                                                   | Richard Neal (D)                                                            |                         |                            |
| Massachusetts        | 2         | Jim McGovern (D)             | Jim McGovern                                             | -                                                                          |                                                                                                   | Jim McGovern (D)                                                            |                         |                            |
| Massachusetts        | 3         | Niki Tsongas (D)             | Niki Tsongas - 63,0%                                     | Roseann Wofford - 37,0%                                                    |                                                                                                   | Niki Tsongas (D)                                                            |                         |                            |
| Massachusetts        | 4         | Joe Kennedy (D)              | Joe Kennedy                                              | -                                                                          |                                                                                                   | Joe Kennedy (D)                                                             |                         |                            |
| Massachusetts        | 5         | Katherine Clark (D)          | Katherine Clark                                          | -                                                                          |                                                                                                   | Katherine Clark (D)                                                         |                         |                            |
| Massachusetts        | 6         | Seth Moulton (D)             | Seth Moulton - 55,0%                                     | Richard Tisei - 41,1%                                                      | Chris Stockwell (I) - 3,9%                                                                        | Seth Moulton (D)                                                            |                         |                            |
| Massachusetts        | 7         | Mike Capuano (D)             | Mike Capuano                                             | -                                                                          |                                                                                                   | Mike Capuano (D)                                                            |                         |                            |
| Massachusetts        | 8         | Stephen Lynch (D)            | Stephen Lynch                                            | -                                                                          |                                                                                                   | Stephen Lynch (D)                                                           |                         |                            |
| Massachusetts        | 9         | Bill Keating (D)             | Bill Keating - 55,0%                                     | John Chapman - 45,0%                                                       |                                                                                                   | Bill Keating (D)                                                            |                         |                            |
| Michigan             | 1         |                              | Dan Benishek (R)                                         | Jerry Cannon - 45,3%                                                       | Dan Benishek - 52,1%                                                                              | Loel Gnadt (L) - 1,5% Ellis Boal (V) - 1,1%                                 |                         | Dan Benishek (R)           |
| Michigan             | 2         | Bill Huizenga (R)            | Dean Vanderstelt - 33,3%                                 | Bill Huizenga - 63,6%                                                      | Ronald Welch (L) - 1,8% Ronald Graeser - 1,3%                                                     | Bill Huizenga (R)                                                           |                         |                            |
| Michigan             | 3         | Justin Amash (R)             | Bob Goodrich - 39,0%                                     | Justin Amash - 57,9%                                                       | Tonya Duncan (V) - 3,1%                                                                           | Justin Amash (R)                                                            |                         |                            |
| Michigan             | 4         | David Lee Camp (R)           | Jeff Holmes - 39,1%                                      | John Moolenaar - 56,5%                                                     | George Zimmer - 2,3% Will White (L) - 2,1%                                                        | John Moolenaar (R)                                                          |                         |                            |
| Michigan             | 5         |                              | Dan Kildee (D)                                           | Dan Kildee - 66,7%                                                         | Allen Hardwick - 31,3%                                                                            | Hal Jones (L) - 2,1%                                                        |                         | Dan Kildee (D)             |
| Michigan             | 6         |                              | Fred Upton (R)                                           | Paul Clements - 40,4%                                                      | Fred Upton - 55,9%                                                                                | Erwin Haas (L) - 2,6% John Lawrence (V) - 1,1%                              |                         | Fred Upton (R)             |
| Michigan             | 7         | Tim Walberg (R)              | Pam Byrnes - 41,2%                                       | Tim Walberg - 53,5%                                                        | Ken Proctor (L) - 2,0% David Swartout (I) - 2,0% Rick Strawcutter - 1,4%                          | Tim Walberg (R)                                                             |                         |                            |
| Michigan             | 8         | Mike Rogers (R)              | Eric Schertzing - 42,1%                                  | Mike Bishop - 54,6%                                                        | Jeff Week(L) - 1,9% Jim Casha (V) - 0,8% Jeremy Burgess - 0,7%                                    | Mike Bishop (R)                                                             |                         |                            |
| Michigan             | 9         |                              | Sander Levin (D)                                         | Sander Levin - 60,4%                                                       | George Brikho - 36,1%                                                                             | Greg Creswell (L) - 2,1% John McDermott (V) - 1,4%                          |                         | Sander Levin (D)           |
| Michigan             | 10        |                              | Candice Miller (R)                                       | Chuck Stadler - 29,4%                                                      | Candice Miller - 68,7%                                                                            | Harley Mikkelson (V) - 2,0%                                                 |                         | Candice Miller (R)         |
| Michigan             | 11        | Kerry Bentivolio (R)         | Bobby McKenzie - 40,5%                                   | Dave Trott - 55,9%                                                         | John Tatar (L) - 3,1%                                                                             | Dave Trott (R)                                                              |                         |                            |
| Michigan             | 12        |                              | John Dingell (D)                                         | Debbie Dingell - 65,0%                                                     | Terry Bowman - 31,3%                                                                              | Gary Walkowicz (I) - 2,4% Bhagwan Dashairya (L) - 1,2%                      |                         | Debbie Dingell (D)         |
| Michigan             | 13        | John Conyers (D)             | John Conyers - 79,5%                                     | Jeff Gorman - 16,3%                                                        | Chris Sharer (L) - 2,1% Sam Johnson (I) - 2,1%                                                    | John Conyers (D)                                                            |                         |                            |
| Michigan             | 14        | Gary Peters (D)              | Brenda Lawrence - 77,8%                                  | Christina Barr - 19,7%                                                     | Leonard Schwartz (L) - 1,6% Stephen Boyle (V) - 0,9%                                              | Brenda Lawrence (D)                                                         |                         |                            |
| Minnesota            | 1         | Tim Walz (DFL)               | Tim Walz - 54,3%                                         | Jim Hagedorn - 45,7%                                                       |                                                                                                   | Tim Walz (DFL)                                                              |                         |                            |
| Minnesota            | 2         |                              | John Kline (R)                                           | Mike Obermueller - 38,9%                                                   | Jason Lewis - 56,1%                                                                               | Paula Overby (I) - 5,0%                                                     |                         | Jason Lewis (R)            |
| Minnesota            | 3         | Erik Paulsen (R)             | Sharon Sund - 37,8%                                      | Erik Paulsen - 62,2%                                                       |                                                                                                   | Erik Paulsen (R)                                                            |                         |                            |
| Minnesota            | 4         |                              | Betty McCollum (DFL)                                     | Betty McCollum - 61,2%                                                     | Sharna Wahlgren - 32,9%                                                                           | Dave Thomas (I) - 5,8%                                                      |                         | Betty McCollum (DFL)       |
| Minnesota            | 5         | Keith Ellison (DFL)          | Keith Ellison - 70,9%                                    | Doug Daggett - 24,0%                                                       | Lee Bauer (I) - 5,1%                                                                              | Keith Ellison (DFL)                                                         |                         |                            |
| Minnesota            | 6         |                              | Michele Bachmann (R)                                     | Joe Perske - 38,4%                                                         | Tom Emmer - 56,3%                                                                                 | John Denney (I) - 5,3%                                                      |                         | Tom Emmer (R)              |
| Minnesota            | 7         |                              | Collin Peterson (DFL)                                    | Collin Peterson - 54,3%                                                    | Torrey Westrom - 45,7%                                                                            |                                                                             |                         | Collin Peterson (DFL)      |
| Minnesota            | 8         | Rick Nolan (DFL)             | Rick Nolan - 48,5%                                       | Stewart Mills III - 47,1%                                                  | Skip Sandman (V) - 4,3%                                                                           | Rick Nolan (DFL)                                                            |                         |                            |
| Mississippi          | 1         |                              | Alan Nunnelee (R)                                        | Ron Dickey - 28,9%                                                         | Alan Nunnelee - 67,9%                                                                             | Danny Bedwell (L) - 2,5% Lajena Walley - 0,6%                               |                         | Alan Nunnelee (R)          |
| Mississippi          | 2         |                              | Bennie Thompson (D)                                      | Bennie Thompson - 67,7%                                                    | -                                                                                                 | Troy Ray (I) - 24,5% Shelley Shoemake - 7,7%                                |                         | Bennie Thompson (D)        |
| Mississippi          | 3         |                              | Gregg Harper (R)                                         | Doug Magee - 27,9%                                                         | Gregg Harper - 68,9%                                                                              | Roger Gerrard (I) - 2,3% Barbara Dale Washer - 0,9%                         |                         | Gregg Harper (R)           |
| Mississippi          | 4         | Steven Palazzo (R)           | Matt Moore - 24,3%                                       | Steven Palazzo - 69,9%                                                     | Cindy Burleson (I) - 2,4% Joey Robinson (L) - 2,2%                                                | Steven Palazzo (R)                                                          |                         |                            |
| Missouri             | 1         |                              | Lacy Clay (D)                                            | Lacy Clay - 72,9%                                                          | Daniel Elder - 21,5%                                                                              | Robb Cunningham (L) - 5,5%                                                  |                         | Lacy Clay (D)              |
| Missouri             | 2         |                              | Ann Wagner (R)                                           | Arthur Lieber - 32,6%                                                      | Ann Wagner - 64,1%                                                                                | Bill Slantz (L) - 3,3%                                                      |                         | Ann Wagner (R)             |
| Missouri             | 3         | Blaine Luetkemeyer (R)       | Courtney Denton - 27,2%                                  | Blaine Luetkemeyer - 68,3%                                                 | Steven Hedrick (L) - 4,5%                                                                         | Blaine Luetkemeyer (R)                                                      |                         |                            |
| Missouri             | 4         | Vicky Hartzler (R)           | Nate Irvin - 26,4%                                       | Vicky Hartzler - 68,1%                                                     | Herschel Young (L) - 5,6%                                                                         | Vicky Hartzler (R)                                                          |                         |                            |
| Missouri             | 5         |                              | Emanuel Cleaver (D)                                      | Emanuel Cleaver - 51,6%                                                    | Jacob Turk - 45,0%                                                                                | Roy Welborn (L) - 3,5%                                                      |                         | Emanuel Cleaver (D)        |
| Missouri             | 6         |                              | Sam Graves (R)                                           | Bill Hedge - 29,5%                                                         | Sam Graves - 66,6%                                                                                | Russ Monchil (L) - 3,8%                                                     |                         | Sam Graves (R)             |
| Missouri             | 7         | Billy Long (R)               | Jim Evans - 28,8%                                        | Billy Long - 63,5%                                                         | Kevin Craig (L) - 7,7%                                                                            | Billy Long (R)                                                              |                         |                            |
| Missouri             | 8         | Jason Smith (R)              | Barbara Stocker - 24,3%                                  | Jason Smith - 66,7%                                                        | Terry Hampton (I) - 4,3% Doug Enyart (C) - 2,4% Rick Vandeven (L) - 2,4%                          | Jason Smith (R)                                                             |                         |                            |
| Montana              | Unico     | Steve Daines (R)             | John Lewis - 40,4%                                       | Ryan Zinke - 55,4%                                                         | Mike Fellows (L) - 4,2%                                                                           | Ryan Zinke (R)                                                              |                         |                            |
| Nebraska             | 1         | Jeff Fortenberry (R)         | Dennis Crawford - 31,2%                                  | Jeff Fortenberry - 68,8%                                                   |                                                                                                   | Jeff Fortenberry (R)                                                        |                         |                            |
| Nebraska             | 2         | Lee Terry (R)                | Brad Ashford - 49,0%                                     | Lee Terry - 45,7%                                                          | Steven Laird (L) - 5,3%                                                                           |                                                                             | Brad Ashford (D)        |                            |
| Nebraska             | 3         | Adrian Smith (R)             | Mark Sullivan - 24,6%                                    | Adrian Smith - 75,4%                                                       |                                                                                                   |                                                                             | Adrian Smith (R)        |                            |
| Nevada               | 1         |                              | Dina Titus (D)                                           | Dina Titus - 56,8%                                                         | Annette Teijeiro - 37,9%                                                                          | Richard Charles (L) - 3,3% Kamau Bakari (I) - 2,0%                          |                         | Dina Titus (D)             |
| Nevada               | 2         |                              | Mark Amodei (R)                                          | Kristen Spees - 27,9%                                                      | Mark Amodei - 65,8%                                                                               | Janine Hansen (I) - 6,3%                                                    |                         | Mark Amodei (R)            |
| Nevada               | 3         | Joe Heck (R)                 | Erin Bilbray - 36,1%                                     | Joe Heck - 60,8%                                                           | David Goossen (I) - 1,1% Randy Kimmick (L) - 1,1% Steven St. John (I) - 0,9%                      | Joe Heck (R)                                                                |                         |                            |
| Nevada               | 4         |                              | Steven Horsford (D)                                      | Steven Horsford - 45,8%                                                    | Cresent Hardy - 48,5%                                                                             | Steve Brown (L) - 3,2% Russell Best (I) - 2,6%                              | Cresent Hardy (R)       |                            |
| New Hampshire        | 1         | Carol Shea-Porter (D)        | Carol Shea-Porter - 48,2%                                | Frank Guinta - 51,8%                                                       |                                                                                                   | Frank Guinta (R)                                                            |                         |                            |
| New Hampshire        | 2         | Ann McLane Kuster (D)        | Ann McLane Kuster - 55,0%                                | Marilinda Garcia - 45,0%                                                   |                                                                                                   |                                                                             | Ann McLane Kuster (D)   |                            |
| New Jersey           | 1         | Rob Andrews (D)              | Donald Norcross - 57,4%                                  | Garry Cobb - 39,4%                                                         | Scot Tomaszewski (I) - 1,1%                                                                       | Donald Norcross (D)                                                         |                         |                            |
| New Jersey           | 2         |                              | Frank LoBiondo (R)                                       | Bill Hughes Jr. - 37,3%                                                    | Frank LoBiondo - 61,4%                                                                            | John Ordille (L) - 1,3%                                                     |                         | Frank LoBiondo (R)         |
| New Jersey           | 3         | Jon Runyan (R)               | Aimee Belgard - 44,3%                                    | Tom MacArthur - 54,0%                                                      | Frederick John LaVergne (D-R) - 1,7%                                                              | Tom MacArthur (R)                                                           |                         |                            |
| New Jersey           | 4         | Chris Smith (R)              | Ruben Scolavino - 31,1%                                  | Chris Smith - 68,0%                                                        | Scott Neuman (I) - 0,9%                                                                           | Chris Smith (R)                                                             |                         |                            |
| New Jersey           | 5         | Scott Garrett (R)            | Roy Cho - 43,3%                                          | Scott Garrett - 55,4%                                                      | Mark Quick (I) - 1,3%                                                                             | Scott Garrett (R)                                                           |                         |                            |
| New Jersey           | 6         |                              | Frank Pallone (D)                                        | Frank Pallone - 59,9%                                                      | Anthony Wilkinson - 38,9%                                                                         | Dorit Goikhman (L) - 1,2%                                                   |                         | Frank Pallone (D)          |
| New Jersey           | 7         |                              | Leonard Lance (R)                                        | Janice Kovach - 38,8%                                                      | Leonard Lance - 59,2%                                                                             | Jim Gawron (L) - 2,0%                                                       |                         | Leonard Lance (R)          |
| New Jersey           | 8         |                              | Albio Sires (D)                                          | Albio Sires - 77,4%                                                        | Jude-Anthony Tiscornia - 19,0%                                                                    | Herbert Shaw (I) - 1,5% Pablo Olivera (I) - 1,3% Robert Thorne (I) - 0,8%   |                         | Albio Sires (D)            |
| New Jersey           | 9         | Bill Pascrell (D)            | Bill Pascrell - 68,5%                                    | Dierdre Paul - 38,1%                                                       | Nestor Montilla (I) - 1,4%                                                                        | Bill Pascrell (D)                                                           |                         |                            |
| New Jersey           | 10        | Donald Payne, Jr. (D)        | Donald Payne, Jr. - 85,4%                                | Yolanda Dentley - 12,5%                                                    | Gwendolyn Franklin (I) - 1,1% Dark Angel (I) - 0,9%                                               | Donald Payne, Jr. (D)                                                       |                         |                            |
| New Jersey           | 11        |                              | Rodney Frelinghuysen (R)                                 | Mark Dunec - 37,4%                                                         | Rodney Frelinghuysen - 62,6%                                                                      |                                                                             |                         | Rodney Frelinghuysen (R)   |
| New Jersey           | 12        |                              | Rush D. Holt, Jr. (D)                                    | Bonnie Watson Coleman - 61,0%                                              | Alieta Eck - 36,5%                                                                                | Don DeZarn (I) - 0,9% Steven Welze (V) - 0,6%                               |                         | Bonnie Watson Coleman (D)  |
| New York             | 1         | Tim Bishop (D)               | Tim Bishop - 45,5%                                       | Lee Zeldin - 54,4%                                                         |                                                                                                   |                                                                             | Lee Zeldin (R)          |                            |
| New York             | 2         |                              | Peter King (R)                                           | Pat Maher - 30,0%                                                          | Peter King - 68,3%                                                                                | Will Stevenson (V) - 1,6%                                                   | Peter King (R)          |                            |
| New York             | 3         |                              | Steve Israel (D)                                         | Steve Israel - 54,8%                                                       | Grant M. Lally - 45,2%                                                                            |                                                                             |                         | Steve Israel (D)           |
| New York             | 4         | Carolyn McCarthy (D)         | Kathleen Rice - 52,8%                                    | Bruce Blakeman - 47,1%                                                     |                                                                                                   | Kathleen Rice (D)                                                           |                         |                            |
| New York             | 5         | Gregory Meeks (D)            | Gregory Meeks - 94,9%                                    | -                                                                          | Allen Steinhardt (I) - 4,9%                                                                       | Gregory Meeks (D)                                                           |                         |                            |
| New York             | 6         | Grace Meng (D)               | Grace Meng - 98,8%                                       | -                                                                          | -                                                                                                 | Grace Meng (D)                                                              |                         |                            |
| New York             | 7         | Nydia Velázquez (D)          | Nydia Velázquez - 88,7%                                  | Jose Luis Fernandez - 9,0%                                                 | Allan Romaguera (C) - 2,2%                                                                        | Nydia Velázquez (D)                                                         |                         |                            |
| New York             | 8         | Hakeem Jeffries (D)          | Hakeem Jeffries - 92,0%                                  | -                                                                          | Alan Bellone (C) - 7,9%                                                                           | Hakeem Jeffries (D)                                                         |                         |                            |
| New York             | 9         | Yvette Clarke (D)            | Yvette Clarke - 89,3%                                    | -                                                                          | Daniel Cavanagh (C) - 10,5%                                                                       | Yvette Clarke (D)                                                           |                         |                            |
| New York             | 10        | Jerry Nadler (D)             | Jerry Nadler - 87,4%                                     | -                                                                          | Ross Brady (C) - 11,8% Michael Dilger - 0,5%                                                      | Jerry Nadler (D)                                                            |                         |                            |
| New York             | 11        |                              | Michael Grimm (R)                                        | Domenic Recchia - 42,1%                                                    | Michael Grimm - 54,9%                                                                             | Henry Bardel (V) - 2,5%                                                     |                         | Michael Grimm (R)          |
| New York             | 12        |                              | Carolyn Maloney (D)                                      | Carolyn Maloney - 79,9%                                                    | Nick Di Iorio - 20,0%                                                                             |                                                                             |                         | Carolyn Maloney (D)        |
| New York             | 13        | Charles Rangel (D)           | Charles Rangel - 87,5%                                   | -                                                                          | Daniel Vila (V) - 12,5%                                                                           | Charles Rangel (D)                                                          |                         |                            |
| New York             | 14        | Joe Crowley (D)              | Joe Crowley - 88,0%                                      | -                                                                          | Elizabeth Perri - 11,8%                                                                           | Joe Crowley (D)                                                             |                         |                            |
| New York             | 15        | José Serrano (D)             | José Serrano - 97,1%                                     | -                                                                          | Eduardo Ramirez (C) - 1,9% Bill Edstrom (V) - 1,0%                                                | José Serrano (D)                                                            |                         |                            |
| New York             | 16        | Eliot Engel (D)              | Eliot Engel - 99,3%                                      | -                                                                          |                                                                                                   | Eliot Engel (D)                                                             |                         |                            |
| New York             | 17        | Nita Lowey (D)               | Nita Lowey - 56,4%                                       | Chris Day - 43,5%                                                          |                                                                                                   | Nita Lowey (D)                                                              |                         |                            |
| New York             | 18        | Sean Patrick Maloney (D)     | Sean Patrick Maloney - 49,7%                             | Nan Hayworth - 47,8%                                                       | Scott Smith (I) - 2,4%                                                                            | Sean Patrick Maloney (D)                                                    |                         |                            |
| New York             | 19        |                              | Chris Gibson (R)                                         | Sean Eldridge - 35,5%                                                      | Chris Gibson - 64,5%                                                                              |                                                                             |                         | Chris Gibson (R)           |
| New York             | 20        |                              | Paul Tonko (D)                                           | Paul Tonko - 61,2%                                                         | Jim Fischer - 38,7%                                                                               |                                                                             |                         | Paul Tonko (D)             |
| New York             | 21        | Bill Owens (D)               | Aaron Woolf - 33,8%                                      | Elise Stefanik - 55,1%                                                     | Matt Funiciello (V) - 11,0%                                                                       |                                                                             | Elise Stefanik (R)      |                            |
| New York             | 22        |                              | Richard Hanna (R)                                        | -                                                                          | Richard Hanna - 98,4%                                                                             |                                                                             | Richard Hanna (R)       |                            |
| New York             | 23        | Tom Reed (R)                 | Martha Robertson - 38,3%                                 | Tom Reed - 61,7%                                                           |                                                                                                   | Tom Reed (R)                                                                |                         |                            |
| New York             | 24        |                              | Dan Maffei (D)                                           | Dan Maffei - 40,3%                                                         | John Katko - 59,5%                                                                                |                                                                             | John Katko (R)          |                            |
| New York             | 25        | Louise Slaughter (D)         | Louise Slaughter - 50,2%                                 | Mark Assini - 47,9%                                                        |                                                                                                   |                                                                             | Louise Slaughter (D)    |                            |
| New York             | 26        | Brian Higgins (D)            | Brian Higgins - 68,2%                                    | Kathy Weppner - 31,8%                                                      |                                                                                                   | Brian Higgins (D)                                                           |                         |                            |
| New York             | 27        |                              | Chris Collins (R)                                        | James O'Donnell - 28,9%                                                    | Chris Collins - 71,0%                                                                             |                                                                             |                         | Chris Collins (R)          |
| Nuovo Messico        | 1         |                              | Michelle Lujan Grisham (D)                               | Michelle Lujan Grisham - 58,6%                                             | Mike Frese - 41,4%                                                                                |                                                                             |                         | Michelle Lujan Grisham (D) |
| Nuovo Messico        | 2         |                              | Steve Pearce (R)                                         | Rocky Lara - 35,5%                                                         | Steve Pearce - 64,5%                                                                              |                                                                             |                         | Steve Pearce (R)           |
| Nuovo Messico        | 3         |                              | Ben Ray Luján (D)                                        | Ben Ray Luján - 61,5%                                                      | Jeff Byrd - 38,5%                                                                                 |                                                                             |                         | Ben Ray Luján (D)          |
| Ohio                 | 1         |                              | Steve Chabot (R)                                         | Fred Kundrata - 36,8%                                                      | Steve Chabot - 63,2%                                                                              |                                                                             |                         | Steve Chabot (R)           |
| Ohio                 | 2         | Brad Wenstrup (R)            | Marek Tyszkiewicz - 34,0%                                | Brad Wenstrup - 66,0%                                                      |                                                                                                   | Brad Wenstrup (R)                                                           |                         |                            |
| Ohio                 | 3         |                              | Joyce Beatty (D)                                         | Joyce Beatty - 64,1%                                                       | John Adams - 35,9%                                                                                |                                                                             |                         | Joyce Beatty (D)           |
| Ohio                 | 4         |                              | Jim Jordan (R)                                           | Janet Garrett - 32,3%                                                      | Jim Jordan - 67,7%                                                                                |                                                                             |                         | Jim Jordan (R)             |
| Ohio                 | 5         | Bob Latta (R)                | Robert Fry - 28,9%                                       | Bob Latta - 66,5%                                                          | Eric Eberly (L) - 4,6%                                                                            | Bob Latta (R)                                                               |                         |                            |
| Ohio                 | 6         | Bill Johnson (R)             | Jennifer Garrison - 38,6%                                | Bill Johnson - 58,2%                                                       | Dennis Lambert (V) - 3,2%                                                                         | Bill Johnson (R)                                                            |                         |                            |
| Ohio                 | 7         | Bob Gibbs (R)                | -                                                        | Bob Gibbs - 100,0%                                                         |                                                                                                   | Bob Gibbs (R)                                                               |                         |                            |
| Ohio                 | 8         | John Boehner (R)             | Tom Poetter - 27,4%                                      | John Boehner - 67,2%                                                       | Jim Condit Jr. (C) - 5,4%                                                                         | Warren Davidson (R)                                                         |                         |                            |
| Ohio                 | 9         |                              | Marcy Kaptur (D)                                         | Marcy Kaptur - 67,7%                                                       | Richard May - 32,3%                                                                               |                                                                             |                         | Marcy Kaptur (D)           |
| Ohio                 | 10        |                              | Mike Turner (R)                                          | Robert Klepinger - 31,5%                                                   | Mike Turner - 65,2%                                                                               | David Harlow (L) - 3,3%                                                     |                         | Mike Turner (R)            |
| Ohio                 | 11        |                              | Marcia Fudge (D)                                         | Marcia Fudge - 79,4%                                                       | Mark Zetzer - 20,6%                                                                               |                                                                             |                         | Marcia Fudge (D)           |
| Ohio                 | 12        |                              | Pat Tiberi (R)                                           | David Tibbs - 27,8%                                                        | Pat Tiberi - 68,1%                                                                                | Bob Hart (V) - 4,1%                                                         |                         | Pat Tiberi (R)             |
| Ohio                 | 13        |                              | Tim Ryan (D)                                             | Tim Ryan - 68,5%                                                           | Thomas Pekarek - 31,5%                                                                            |                                                                             |                         | Tim Ryan (D)               |
| Ohio                 | 14        |                              | David Joyce (R)                                          | Michael Wager - 33,0%                                                      | David Joyce - 63,3%                                                                               | David Macko (L) - 3,7%                                                      |                         | David Joyce (R)            |
| Ohio                 | 15        | Steve Stivers (R)            | Scott Wharton - 34,0%                                    | Steve Stivers - 66,0%                                                      |                                                                                                   | Steve Stivers (R)                                                           |                         |                            |
| Ohio                 | 16        | Jim Renacci (R)              | Pete Crossland - 36,3%                                   | Jim Renacci - 63,7%                                                        |                                                                                                   | Jim Renacci (R)                                                             |                         |                            |
| Oklahoma             | 1         | Jim Bridenstine (R)          | -                                                        | Jim Bridenstine                                                            |                                                                                                   | Jim Bridenstine (R)                                                         |                         |                            |
| Oklahoma             | 2         | Markwayne Mullin (R)         | Earl Everett - 24,6%                                     | Markwayne Mullin - 70,0%                                                   | Jon Douthitt (I) - 5,4%                                                                           | Markwayne Mullin (R)                                                        |                         |                            |
| Oklahoma             | 3         | Frank Lucas (R)              | Frankie Robbins - 21,4%                                  | Frank Lucas - 78,6%                                                        |                                                                                                   | Frank Lucas (R)                                                             |                         |                            |
| Oklahoma             | 4         | Tom Cole (R)                 | Bert Smith - 24,7%                                       | Tom Cole - 70,8%                                                           | Dennis Johnson (I) - 4,5%                                                                         | Tom Cole (R)                                                                |                         |                            |
| Oklahoma             | 5         | James Lankford (R)           | Al McAffrey - 36,3%                                      | Steve Russell - 60,1%                                                      | Robert Murphy (I) - 1,4% Tom Boggs (I) - 1,3% Buddy Ray (I) - 0,9%                                | Steve Russell (R)                                                           |                         |                            |
| Oregon               | 1         |                              | Suzanne Bonamici (D)                                     | Suzanne Bonamici - 57,6%                                                   | Jason Yates - 34,6%                                                                               | James Foster (L) - 3,9% Steven Reynolds (V) - 3,8%                          |                         | Suzanne Bonamici (D)       |
| Oregon               | 2         |                              | Greg Walden (R)                                          | Aelea Cristofferson - 25,7%                                                | Greg Walden - 70,4%                                                                               | Sharon Durbin (L) - 3,9%                                                    |                         | Greg Walden (R)            |
| Oregon               | 3         |                              | Earl Blumenauer (D)                                      | Earl Blumenauer - 73,0%                                                    | James Buchal - 19,5%                                                                              | Michael Meo (V) - 4,0% Jeffrey Langan (P) - 2,1%                            |                         | Earl Blumenauer (D)        |
| Oregon               | 4         | Peter DeFazio (D)            | Peter DeFazio - 58,6%                                    | Art Robinson - 37,7%                                                       | Mike Beilstein (V) - 2,2% David Chester (L) - 1,5%                                                | Peter DeFazio (D)                                                           |                         |                            |
| Oregon               | 5         | Kurt Schrader (D)            | Kurt Schrader - 53,9%                                    | Tootie Smith - 39,4%                                                       | Marvin Sandnes (I) - 2,7% Raymond Baldwin (C) - 2,2% Daniel Souza (L) - 1,8%                      | Kurt Schrader (D)                                                           |                         |                            |
| Pennsylvania         | 1         | Bob Brady (D)                | Bob Brady - 82,8%                                        | Megan Rath - 17,2%                                                         |                                                                                                   | Bob Brady (D)                                                               |                         |                            |
| Pennsylvania         | 2         | Chaka Fattah (D)             | Dwight Evans - 87,7%                                     | Armond James - 12,3%                                                       |                                                                                                   | Dwight Evans (D)                                                            |                         |                            |
| Pennsylvania         | 3         |                              | Mike Kelly (R)                                           | Dan LaVallee - 39,4%                                                       | Mike Kelly - 60,6%                                                                                |                                                                             |                         | Mike Kelly (R)             |
| Pennsylvania         | 4         | Scott Perry (R)              | Linda D. Thompson - 29,5%                                | Scott Perry - 74,5%                                                        |                                                                                                   | Scott Perry (R)                                                             |                         |                            |
| Pennsylvania         | 5         | Glenn Thompson (R)           | Kerith Strano Taylor - 36,4%                             | Glenn Thompson - 63,6%                                                     |                                                                                                   | Glenn Thompson (R)                                                          |                         |                            |
| Pennsylvania         | 6         | Jim Gerlach (R)              | Manan Trivedi - 43,7%                                    | Ryan Costello - 56,3%                                                      |                                                                                                   | Ryan Costello (R)                                                           |                         |                            |
| Pennsylvania         | 7         | Pat Meehan (R)               | Mary Ellen Balchunis - 38,0%                             | Pat Meehan - 62,0%                                                         |                                                                                                   | Pat Meehan (R)                                                              |                         |                            |
| Pennsylvania         | 8         | Mike Fitzpatrick (R)         | Kevin Strouse - 38,1%                                    | Brian Fitzpatrick - 61,9%                                                  |                                                                                                   | Brian Fitzpatrick (R)                                                       |                         |                            |
| Pennsylvania         | 9         | Bill Shuster (R)             | Alanna Hartzok - 36,5%                                   | Bill Shuster - 63,5%                                                       |                                                                                                   | Bill Shuster (R)                                                            |                         |                            |
| Pennsylvania         | 10        | Tom Marino (R)               | Scott Brion - 24,8%                                      | Tom Marino - 62,6%                                                         | Nick Troiano (I) - 12,6%                                                                          | Tom Marino (R)                                                              |                         |                            |
| Pennsylvania         | 11        | Lou Barletta (R)             | Andy Ostrowski - 33,7%                                   | Lou Barletta - 66,3%                                                       |                                                                                                   | Lou Barletta (R)                                                            |                         |                            |
| Pennsylvania         | 12        | Keith Rothfus (R)            | Erin McClelland - 40,7%                                  | Keith Rothfus - 59,3%                                                      |                                                                                                   | Keith Rothfus (R)                                                           |                         |                            |
| Pennsylvania         | 13        |                              | Allyson Schwartz (D)                                     | Brendan Boyle - 67,1%                                                      | Dee Adcock - 32,9%                                                                                |                                                                             |                         | Brendan Boyle (D)          |
| Pennsylvania         | 14        | Mike Doyle (D)               | Mike Doyle                                               | -                                                                          |                                                                                                   | Mike Doyle (D)                                                              |                         |                            |
| Pennsylvania         | 15        |                              | Charlie Dent (R)                                         | -                                                                          | Charlie Dent                                                                                      |                                                                             |                         | Charlie Dent (R)           |
| Pennsylvania         | 16        | Joe Pitts (R)                | Tom Houghton - 42,3%                                     | Joe Pitts - 57,7%                                                          | Shawn House (L) - 3,4%                                                                            | Joe Pitts (R)                                                               |                         |                            |
| Pennsylvania         | 17        |                              | Matt Cartwright (D)                                      | Matt Cartwright - 56,8%                                                    | David Moylan - 43,2%                                                                              |                                                                             |                         | Matt Cartwright (D)        |
| Pennsylvania         | 18        |                              | Tim Murphy (R)                                           | -                                                                          | Tim Murphy                                                                                        |                                                                             |                         | Tim Murphy (R)             |
| Rhode Island         | 1         |                              | David Cicilline (D)                                      | David Cicilline - 59,6%                                                    | Cormick Lynch - 40,4%                                                                             |                                                                             |                         | David Cicilline (D)        |
| Rhode Island         | 2         | James Langevin (D)           | James Langevin - 62,3%                                   | Cormick Lynch - 37,7%                                                      |                                                                                                   | James Langevin (D)                                                          |                         |                            |
| Tennessee            | 1         |                              | Phil Roe (R)                                             | -                                                                          | Phil Roe - 82,8%                                                                                  | Bob Smith (V) - 7,1% Robert Franklin (I) - 7,1% Michael Salyer (L) - 3,0%   |                         | Phil Roe (R)               |
| Tennessee            | 2         | Jimmy Duncan (R)             | Bob Scott - 22,6%                                        | Jimmy Duncan - 72,5%                                                       | Casey Gouge (I) - 2,5% Norris Dryer (V) - 2,4%                                                    | Jimmy Duncan (R)                                                            |                         |                            |
| Tennessee            | 3         | Chuck Fleischmann (R)        | Mary Headrick - 34,6%                                    | Chuck Fleischmann - 62,4%                                                  | Cassandra Mitchell (I) - 3,1%                                                                     | Chuck Fleischmann (R)                                                       |                         |                            |
| Tennessee            | 4         | Scott DesJarlais (R)         | Lenda Sherrell - 35,3%                                   | Scott DesJarlais - 58,3%                                                   | Robert Doggart (I) - 6,4%                                                                         | Scott DesJarlais (R)                                                        |                         |                            |
| Tennessee            | 5         |                              | Jim Cooper (D)                                           | Jim Cooper - 62,3%                                                         | Bob Ries - 35,7%                                                                                  | Paul Deakin (I) - 2,0%                                                      |                         | Jim Cooper (D)             |
| Tennessee            | 6         |                              | Diane Black (R)                                          | Amos Powers - 23,0%                                                        | Diane Black - 71,1%                                                                               | Mike Winton (I) - 5,9%                                                      |                         | Diane Black (R)            |
| Tennessee            | 7         | Marsha Blackburn (R)         | Dan Cramer - 26,8%                                       | Marsha Blackburn - 70,0%                                                   | Lenny Ladner (I) - 3,2%                                                                           | Marsha Blackburn (R)                                                        |                         |                            |
| Tennessee            | 8         | Stephen Fincher (R)          | Wes Bradley - 24,6%                                      | Stephen Fincher - 70,8%                                                    | Mark Rawles (C) - 2,6% James Hart (I) - 2,0%                                                      | Stephen Fincher (R)                                                         |                         |                            |
| Tennessee            | 9         |                              | Steve Cohen (D)                                          | Steve Cohen - 75,0%                                                        | Charlotte Bergmann - 23,3%                                                                        | Floyd Alberson (I)- 0,7% Paul Cook (I) - 0,6% Herbert Bass (I) - 0,4%       |                         | Steve Cohen (D)            |
| Texas                | 1         |                              | Louie Gohmert (R)                                        | Shirley McKellar - 22,5%                                                   | Louie Gohmert - 77,5%                                                                             | Phil Gray (L) - 1,9%                                                        |                         | Louie Gohmert (R)          |
| Texas                | 2         | Ted Poe (R)                  | Niko Letsos - 29,6%                                      | Ted Poe - 68,0%                                                            | James B. Veasaw (L) - 1,5% Mark A. Roberts (V) - 0,9%                                             | Ted Poe (R)                                                                 |                         |                            |
| Texas                | 3         | Sam Johnson (R)              | -                                                        | Sam Johnson - 82,0%                                                        | Paul Blair (V) - 18,0%                                                                            | Sam Johnson (R)                                                             |                         |                            |
| Texas                | 4         | John Ratcliffe (R)           | -                                                        | John Ratcliffe                                                             |                                                                                                   | John Ratcliffe (R)                                                          |                         |                            |
| Texas                | 5         | Jeb Hensarling (R)           | -                                                        | Jeb Hensarling - 85,5%                                                     | Ken Ashby (L) - 14,5%                                                                             | Jeb Hensarling (R)                                                          |                         |                            |
| Texas                | 6         | Joe Barton (R)               | David Cozad - 36,4%                                      | Joe Barton - 61,2%                                                         | Hugh Chauvin (L) - 2,4%                                                                           | Joe Barton (R)                                                              |                         |                            |
| Texas                | 7         | John Culberson (R)           | James Cargas - 34,5%                                     | John Culberson - 63,3%                                                     | Gerald Fowler (L) - 2,2%                                                                          | John Culberson (R)                                                          |                         |                            |
| Texas                | 8         | Kevin Brady (R)              | -                                                        | Kevin Brady - 89,3%                                                        | Ken Petty (L) - 10,7%                                                                             | Kevin Brady (R)                                                             |                         |                            |
| Texas                | 9         |                              | Al Green (D)                                             | Al Green - 90,8%                                                           | -                                                                                                 | Johnny Johnson - 9,2%                                                       |                         | Al Green (D)               |
| Texas                | 10        |                              | Michael McCaul (R)                                       | Tawana Walter-Cadien - 34,1%                                               | Michael McCaul - 62,2%                                                                            | Bill Kelsey (L) - 3,7%                                                      |                         | Michael McCaul (R)         |
| Texas                | 11        | Mike Conaway (R)             | -                                                        | Mike Conaway - 90,3%                                                       | Ryan Lange (L) - 9,7%                                                                             | Mike Conaway (R)                                                            |                         |                            |
| Texas                | 12        | Kay Granger (R)              | Mark Greene - 26,3%                                      | Kay Granger - 71,3%                                                        | Ed Colliver (L) - 2,4%                                                                            | Kay Granger (R)                                                             |                         |                            |
| Texas                | 13        | Mac Thornberry (R)           | Mike Minter - 13,8%                                      | Mac Thornberry - 84,3%                                                     | Emily Pivoda (L) - 2,2% Don Cook (V) - 0,7%                                                       | Mac Thornberry (R)                                                          |                         |                            |
| Texas                | 14        | Randy Weber (R)              | Donald Brown - 36,1%                                     | Randy Weber - 61,8%                                                        | John Wieder - 2,1%                                                                                | Randy Weber (R)                                                             |                         |                            |
| Texas                | 15        |                              | Rubén Hinojosa (D)                                       | Rubén Hinojosa - 54,0%                                                     | Eddie Zamora - 43,3%                                                                              | Johnny Partain (L) - 2,7%                                                   |                         | Rubén Hinojosa (D)         |
| Texas                | 16        | Beto O'Rourke (D)            | Beto O'Rourke - 67,5%                                    | Corey Roen - 29,2%                                                         | Jaime Perez (L) - 3,3%                                                                            | Beto O'Rourke (D)                                                           |                         |                            |
| Texas                | 17        |                              | Bill Flores (R)                                          | Nick Haynes - 32,4%                                                        | Bill Flores - 64,5%                                                                               | Shawn Hamilton (L) - 3,0%                                                   |                         | Bill Flores (R)            |
| Texas                | 18        |                              | Sheila Jackson Lee (D)                                   | Sheila Jackson Lee - 71,8%                                                 | Sean Seibert - 24,8%                                                                              | Vince Duncan (I) - 2,2% Remington Alessi (V) - 1,2%                         |                         | Sheila Jackson Lee (D)     |
| Texas                | 19        |                              | Randy Neugebauer (R)                                     | Neal Marchbanks - 18,4%                                                    | Randy Neugebauer - 77,2%                                                                          | Chip Peterson (L) - 4,4%                                                    |                         | Randy Neugebauer (R)       |
| Texas                | 20        |                              | Joaquín Castro (D)                                       | Joaquín Castro - 75,7%                                                     | -                                                                                                 | Jeffrey C. Blunt (L) - 24,3%                                                |                         | Joaquín Castro (D)         |
| Texas                | 21        |                              | Lamar Smith (R)                                          | -                                                                          | Lamar Smith - 71,8%                                                                               | Antonio Diaz (V) - 14,7% Ryan Shields (L) - 13,5%                           |                         | Lamar Smith (R)            |
| Texas                | 22        | Pete Olson (R)               | Frank Briscoe - 31,6%                                    | Pete Olson - 66,6%                                                         | Rob Lapham - 1,9%                                                                                 | Pete Olson (R)                                                              |                         |                            |
| Texas                | 23        |                              | Pete Gallego (D)                                         | Pete Gallego - 47,7%                                                       | Will Hurd - 49,8%                                                                                 | Ruben Corvalan (L) - 2,5%                                                   | Will Hurd (R)           |                            |
| Texas                | 24        |                              | Kenny Marchant (R)                                       | Patrick McGehearty - 32,3%                                                 | Kenny Marchant - 65,1%                                                                            | Mike Kolls (L) - 2,6%                                                       | Kenny Marchant (R)      |                            |
| Texas                | 25        | Roger Williams (R)           | Marco Montoya - 36,2%                                    | Roger Williams - 60,2%                                                     | John Betz (L) - 3,5%                                                                              | Roger Williams (R)                                                          |                         |                            |
| Texas                | 26        | Michael Burgess (R)          | -                                                        | Michael Burgess - 82,7%                                                    | Mark Boler (L) - 17,3%                                                                            | Michael Burgess (R)                                                         |                         |                            |
| Texas                | 27        | Blake Farenthold (R)         | Wesley Reed - 33,7%                                      | Blake Farenthold - 63,6%                                                   | Roxanne Simonson (L) - 2,7%                                                                       | Blake Farenthold (R)                                                        |                         |                            |
| Texas                | 28        |                              | Henry Cuellar (D)                                        | Henry Cuellar - 82,1%                                                      | -                                                                                                 | Will Aikens (L) - 13,3% Michael Cary (V) - 4,6%                             |                         | Henry Cuellar (D)          |
| Texas                | 29        | Gene Green (D)               | Gene Green - 89,5%                                       | -                                                                          | James Stanczak (L) - 10,5%                                                                        | Gene Green (D)                                                              |                         |                            |
| Texas                | 30        | Eddie Bernice Johnson (D)    | Eddie Bernice Johnson - 87,9%                            | -                                                                          | Max Koch (L) - 6,8% Eric Williams (I) - 5,3%                                                      | Eddie Bernice Johnson (D)                                                   |                         |                            |
| Texas                | 31        |                              | John Carter (R)                                          | Louie Minor - 32,0%                                                        | John Carter - 64,1%                                                                               | Scott Ballard (L) - 4,0%                                                    |                         | John Carter (R)            |
| Texas                | 32        | Pete Sessions (R)            | Frank Perez - 35,4%                                      | Pete Sessions - 61,8%                                                      | Ed Rankin (L) - 2,7%                                                                              | Pete Sessions (R)                                                           |                         |                            |
| Texas                | 33        |                              | Marc Veasey (D)                                          | Marc Veasey - 86,5%                                                        | -                                                                                                 | Jason Reeves - 13,5%                                                        |                         | Marc Veasey (D)            |
| Texas                | 34        | Filemon Vela (D)             | Filemon Vela - 59,5%                                     | Larry Smith - 38,5%                                                        | Ryan Rowley - 2,0%                                                                                | Filemon Vela (D)                                                            |                         |                            |
| Texas                | 35        | Lloyd Doggett (D)            | Lloyd Doggett - 62,5%                                    | Susan Narvaiz - 33,3%                                                      | Cory Bruner (L) - 2,9% Kat Swift (V) - 1,3%                                                       | Lloyd Doggett (D)                                                           |                         |                            |
| Texas                | 36        |                              | Steve Stockman (R)                                       | Michael Cole - 22,0%                                                       | Brian Babin - 76,0%                                                                               | Rodney Veach (L) - 1,5% Hal Ridley (V) - 0,5%                               |                         | Brian Babin (R)            |
| Utah                 | 1         | Rob Bishop (R)               | Donna McAleer - 29,0%                                    | Rob Bishop - 64,2%                                                         | Craig Bowden (L) - 3,6% Dwayne Vance (I) - 3,2%                                                   | Rob Bishop (R)                                                              |                         |                            |
| Utah                 | 2         | Chris Stewart (R)            | Luz Robles - 33,2%                                       | Chris Stewart - 60,4%                                                      | Shaun McCausland (C) - 3,0% Wayne Hill (I) - 2,3% Bill Barron (I) - 1,1%                          | Chris Stewart (R)                                                           |                         |                            |
| Utah                 | 3         | Jason Chaffetz (R)           | Brian Wonnacott - 22,5%                                  | Jason Chaffetz - 72,2%                                                     | Zack Strong (C) - 2,2% Stephen Tryon (I) - 1,8% Ben Mates (I) - 1,0%                              | Jason Chaffetz (R)                                                          |                         |                            |
| Utah                 | 4         |                              | Jim Matheson (D)                                         | Doug Owens - 45,8%                                                         | Mia Love - 50,9%                                                                                  | Tim Aalders (I) - 1,4% Jim Vein (L) - 0,9% Collin Simonsen (C) - 0,9%       | Mia Love (R)            |                            |
| Vermont              | Unico     | Peter Welch (D)              | Peter Welch - 64,4%                                      | Mark Donka - 31,0%                                                         | Erica Clawson (I) - 1,4% Matthew Andrews - 1,1% Jerry Trudell (I) - 1,1% Randall Meyer (I) - 0,9% |                                                                             | Peter Welch (D)         |                            |
| Virginia             | 1         |                              | Rob Wittman (R)                                          | Norm Mosher - 34,4%                                                        | Rob Wittman - 62,9%                                                                               | Gail Parker (I) - 2,7%                                                      |                         | Rob Wittman (R)            |
| Virginia             | 2         | Scott Rigell (R)             | Suzanne Patrick - 41,2%                                  | Scott Taylor - 58,8%                                                       |                                                                                                   | Scott Taylor (R)                                                            |                         |                            |
| Virginia             | 3         |                              | Bobby Scott (D)                                          | Bobby Scott - 94,4%                                                        | -                                                                                                 |                                                                             |                         | Bobby Scott (D)            |
| Virginia             | 4         |                              | Randy Forbes (R)                                         | Elliott Fausz - 37,5%                                                      | Randy Forbes - 60,2%                                                                              |                                                                             |                         | Randy Forbes (R)           |
| Virginia             | 5         | Robert Hurt (R)              | Lawrence Gaughan - 35,9%                                 | Robert Hurt- 60,9%                                                         | Paul Jones (L) - 2,1% Ken Hildebrandt (I) - 1,1%                                                  | Robert Hurt (R)                                                             |                         |                            |
| Virginia             | 6         | Bob Goodlatte (R)            | -                                                        | Bob Goodlatte - 75,5%                                                      | Will Hammer (L) - 12,5% Elaine Hildebrandt (I) - 12,0%                                            | Bob Goodlatte (R)                                                           |                         |                            |
| Virginia             | 7         | Eric Cantor (R)              | Jack Trammell - 37,0%                                    | Dave Brat - 60,8%                                                          | James Carr (L) - 2,1%                                                                             | Dave Brat (R)                                                               |                         |                            |
| Virginia             | 8         |                              | Jim Moran (D)                                            | Don Beyer - 63,1%                                                          | Micah Edmond - 31,5%                                                                              | Gwendolyn Beck (I) - 2,7% Jeffrey Carson (L) - 2,2% Gerard Blais (I) - 0,5% |                         | Don Beyer (D)              |
| Virginia             | 9         |                              | Morgan Griffith (R)                                      | -                                                                          | Morgan Griffith - 72,2%                                                                           | William Carr (I) - 27,8%                                                    |                         | Morgan Griffith (R)        |
| Virginia             | 10        | Frank Wolf (R)               | John Foust - 40,4%                                       | Barbara Comstock - 56,6%                                                   | Bill Redpath (L) - 1,5% Brad Eickholt (I) - 1,1% Dianne Blais (I) - 0,4%                          | Barbara Comstock (R)                                                        |                         |                            |
| Virginia             | 11        |                              | Gerry Connolly (D)                                       | Gerry Connolly - 56,9%                                                     | Suzanne Scholte - 40,4%                                                                           | Marc Harrold (L) - 1,7% Joe Galdo (V) - 0,9%                                |                         | Gerry Connolly (D)         |
| Virginia Occidentale | 1         |                              | David McKinley (R)                                       | Glen Gainer - 36,0%                                                        | David McKinley - 64,0%                                                                            |                                                                             |                         | David McKinley (R)         |
| Virginia Occidentale | 2         | Shelley Moore Capito (R)     | Nick Casey - 43,9%                                       | Alex Mooney - 47,1%                                                        | Davy Jones (L) - 5,0% Ed Rabel (I) - 4,0%                                                         | Alex Mooney (R)                                                             |                         |                            |
| Virginia Occidentale | 3         |                              | Nick Rahall (D)                                          | Nick Rahall - 44,7%                                                        | Evan Jenkins - 55,3%                                                                              |                                                                             | Evan Jenkins (R)        |                            |
| Washington           | 1         | Suzan DelBene (D)            | Suzan DelBene - 55,0%                                    | Pedro Celis - 45,0%                                                        |                                                                                                   |                                                                             | Suzan DelBene (D)       |                            |
| Washington           | 2         | Rick Larsen (D)              | Rick Larsen - 60,6%                                      | B. J. Guillot - 39,4%                                                      |                                                                                                   | Rick Larsen (D)                                                             |                         |                            |
| Washington           | 3         |                              | Jaime Herrera Beutler (R)                                | Bob Dingethal - 38,5%                                                      | Jaime Herrera Beutler - 61,5%                                                                     |                                                                             |                         | Jaime Herrera Beutler (R)  |
| Washington           | 4         | Doc Hastings (R)             | Clint Didier - 49,1%                                     | Dan Newhouse - 50,9%                                                       |                                                                                                   | Dan Newhouse (R)                                                            |                         |                            |
| Washington           | 5         | Cathy McMorris Rodgers (R)   | Joe Pakootas - 39,3%                                     | Cathy McMorris Rodgers - 60,7%                                             |                                                                                                   | Cathy McMorris Rodgers (R)                                                  |                         |                            |
| Washington           | 6         |                              | Derek Kilmer (D)                                         | Derek Kilmer - 63,0%                                                       | Marty McClendon - 37,0%                                                                           |                                                                             |                         | Derek Kilmer (D)           |
| Washington           | 7         | Jim McDermott (D)            | Jim McDermott - 81,0%                                    | Craig Keller - 19,0%                                                       |                                                                                                   | Jim McDermott (D)                                                           |                         |                            |
| Washington           | 8         |                              | Dave Reichert (R)                                        | Jason Ritchie - 36,7%                                                      | Dave Reichert - 63,3%                                                                             |                                                                             |                         | Dave Reichert (R)          |
| Washington           | 9         |                              | Adam Smith (D)                                           | Adam Smith - 70,8%                                                         | Doug Basler - 29,2%                                                                               |                                                                             |                         | Adam Smith (D)             |
| Washington           | 10        | Denny Heck (D)               | Denny Heck - 54,7%                                       | Joyce McDonald - 45,3%                                                     |                                                                                                   | Denny Heck (D)                                                              |                         |                            |
| Wisconsin            | 1         |                              | Paul Ryan (R)                                            | Rob Zerban - 36,7%                                                         | Paul Ryan - 63,3%                                                                                 |                                                                             |                         | Paul Ryan (R)              |
| Wisconsin            | 2         |                              | Mark Pocan (D)                                           | Mark Pocan - 68,5%                                                         | Peter Theron - 31,5%                                                                              |                                                                             |                         | Mark Pocan (D)             |
| Wisconsin            | 3         | Ron Kind (D)                 | Ron Kind - 56,5%                                         | Tony Kurtz - 43,5%                                                         |                                                                                                   | Ron Kind (D)                                                                |                         |                            |
| Wisconsin            | 4         | Gwen Moore (D)               | Gwen Moore - 70,2%                                       | Dan Sebring - 26,9%                                                        | Robert Raymond (I) - 2,9%                                                                         | Gwen Moore (D)                                                              |                         |                            |
| Wisconsin            | 5         |                              | Jim Sensenbrenner (R)                                    | Chris Rockwood - 30,5%                                                     | Jim Sensenbrenner - 69,5%                                                                         |                                                                             |                         | Jim Sensenbrenner (R)      |
| Wisconsin            | 6         | Tom Petri (R)                | Mark Harris - 40,9%                                      | Glenn Grothman - 56,8%                                                     | Gus Fahrendorf (L) - 2,3%                                                                         | Glenn Grothman (R)                                                          |                         |                            |
| Wisconsin            | 7         | Sean Duffy (R)               | Kelly Westlund - 39,4%                                   | Sean Duffy - 59,3%                                                         | Lawrence Dale (V) - 1,3%                                                                          | Sean Duffy (R)                                                              |                         |                            |
| Wisconsin            | 8         | Reid Ribble (R)              | Ron Gruett - 35,0%                                       | Reid Ribble - 65,0%                                                        |                                                                                                   | Reid Ribble (R)                                                             |                         |                            |
| Wyoming              | Unico     | Cynthia Lummis (R)           | Richard Grayson - 23,0%                                  | Cynthia Lummis - 68,5%                                                     | Richard Brubaker (L) - 4,3% Daniel Cummings (C) - 4,1%                                            | Cynthia Lummis (R)                                                          |                         |                            |

## Affluenza
L'affluenza alle urne a livello nazionale è stata del 36,4%, in calo dal 40,9% delle precedenti elezioni di metà mandato del 2010 e la più bassa dalle elezioni del 1942, quando solo il 33,9% degli elettori si era presentato, sebbene quell'elezione fosse avvenuta durante la seconda guerra mondiale.
Gli stati con la più alta affluenza alle urne sono stati Maine (59,3%), Wisconsin (56,9%), Alaska (55,3%), Colorado (53%), Oregon (52,7%) Minnesota (51,3%), Iowa (50,6%), New Hampshire (48,8%), Montana (46,1%) e Dakota del Sud (44,6%). Tutti questi, con l'eccezione di Iowa e Montana, presentavano una competizione contendibile per la carica di governatore e tutti tranne Maine e Wisconsin avevano anche competizioni contendibili al Senato. Gli stati con la più alta affluenza alle urne che non avevano una competizione contendibile al Senato o alla carica di governatore dello Stato nel 2014 furono il Dakota del Nord (44,1%) e lo stato di Washington (38,6%).
Gli stati con l'affluenza più bassa sono stati Indiana (28%), Texas (28,5%), Utah (28,8%), Tennessee (29,1%), New York (29,5%), Mississippi (29,7%), Oklahoma (29,8%), New Jersey (30,4%) e West Virginia e Nevada (31,8%). Indiana e Utah non avevano elezioni per il Senato o il governo e gli altri avevano tutti elezioni per almeno una delle cariche, ma non erano considerati contendibili. L'affluenza alle urne a Washington, DC è stata del 30,3%.
Secondo la CNN, i giovani americani di età compresa tra i 18 ei 29 anni rappresentavano il 13% dell'elettorato, in calo rispetto al 19% delle elezioni presidenziali di due anni prima.
L'analisi del Pew Research Center ha rilevato che il 35% dei non votanti ha citato impegni di lavoro o scolastici, che hanno impedito loro di votare, il 34% ha affermato di essere troppo occupato, malato, lontano da casa o ha dimenticato di votare, il 20% non lo ha fatto come scelta consapevole, non ne sapeva abbastanza o non gli importava e il 10% si era trasferito di recente, non si era registrato in tempo o non aveva mezzi di trasporto.
Il New York Times considerò l'apatia, la rabbia e la frustrazione per il tono inesorabilmente negativo delle campagne come ragioni della bassa affluenza alle urne e affermò: "Nessuna delle parti ha fornito agli elettori una ragione affermativa per presentarsi alle urne".

## Polemiche e altri problemi

### Accuse di cattiva condotta
La rappresentante dello Stato del Connecticut Christina Ayala (democratica) è stata arrestata nel settembre 2014 con l'accusa di frode elettorale, in particolare "otto conteggi di voto fraudolento, 10 conteggi di violazioni primarie o di iscrizione e un conteggio di manomissione o fabbricazione di prove fisiche". Nel settembre 2015 si è dichiarata colpevole di violazioni delle leggi elettorali statali, ha ricevuto una condanna a un anno (sospesa) insieme a due anni di "congedo condizionale" e ha accettato di non candidarsi a cariche elettive per due anni. Anche sua madre, il cancelliere democratico degli elettori di Santa Ayala, è stata oggetto di un'indagine nel caso, ma non è stata accusata.
Il senatore dello stato della California Roderick Wright (democratico) si è dimesso dall'incarico nel settembre 2014 ed è stato condannato a 90 giorni nel carcere della contea di Los Angeles per falsa testimonianza e frode elettorale. Nonostante fosse stato condannato mesi prima per 8 reati, Wright è stato autorizzato a prendere un congedo retribuito come senatore di stato.
A Chicago, i giudici elettorali hanno affermato di aver ricevuto telefonate automatizzate tra ottobre e novembre con istruzioni apparentemente false sul voto o sulla formazione richiesta, secondo il Chicago Sun-Times. A Pontiac, nel Michigan, i Democratici locali hanno citato rapporti di molestie e intimidazioni nei confronti degli elettori da parte dei repubblicani per aver messo in discussione le schede elettorali legalmente espresse con i lavoratori elettorali che hanno ripetutamente dovuto chiedere loro di farsi da parte. Un impiegato ha chiamato la polizia per chiedere aiuto.

### Nuove restrizioni di voto
Nel giugno 2013, la Corte Suprema ha invalidato parte del Voting Rights Act del 1965, consentendo a nove stati (per lo più meridionali) di modificare le proprie leggi elettorali senza previa approvazione federale. Dal 2010, 22 stati hanno emanato nuove restrizioni di voto. Le elezioni federali del 2014 sono state le prime elezioni federali in cui 15 stati hanno emanato nuove restrizioni di voto, molti dei quali hanno dovuto affrontare sfide in tribunale.

### Problemi con la macchina per il voto
Si sono verificati problemi sparsi con le macchine per il voto, con macchine calibrate in modo errato che hanno registrato un voto espresso per un candidato come voto per un altro candidato. Si sono verificati in Virginia, Maryland, Illinois, e North Carolina.
Nella contea di Bexar, in Texas, il candidato repubblicano alla carica di governatore, Greg Abbott, è stato accidentalmente sostituito al ballottaggio da David Dewhurst su una macchina, su cui sono stati espressi 12 voti prima che il problema venisse rilevato.